# Barrage
Pour les articles homonymes, voir Barrage (homonymie).
 (septembre 2017).
Un barrage est un ouvrage d'art hydraulique construit en travers d'un cours d'eau et destiné à en réguler le débit et/ou à stocker de l'eau, notamment pour le contrôle des crues, l'irrigation, l'industrie, l'hydroélectricité, la pisciculture et la retenue d'eau potable.

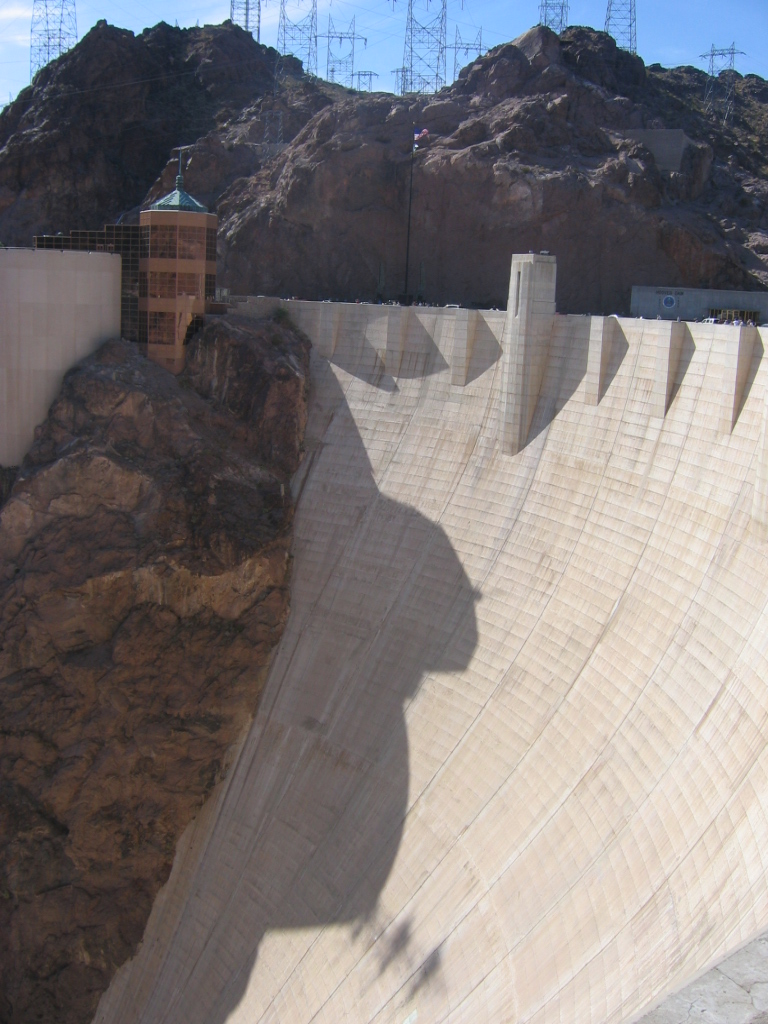
Barrage Hoover, États-Unis.

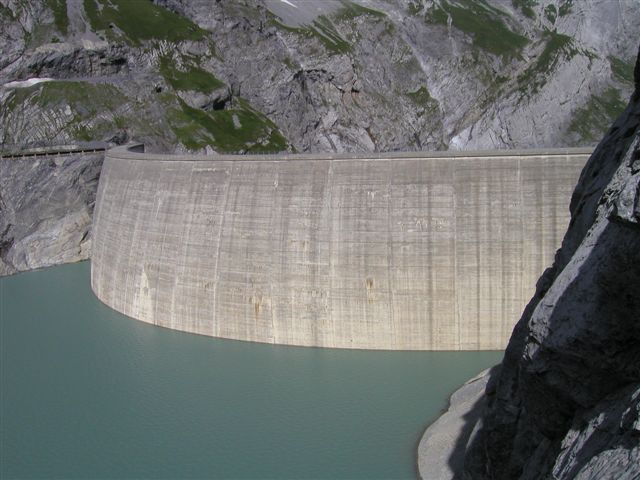
Barrage de Limmern (canton de Glaris, Suisse).

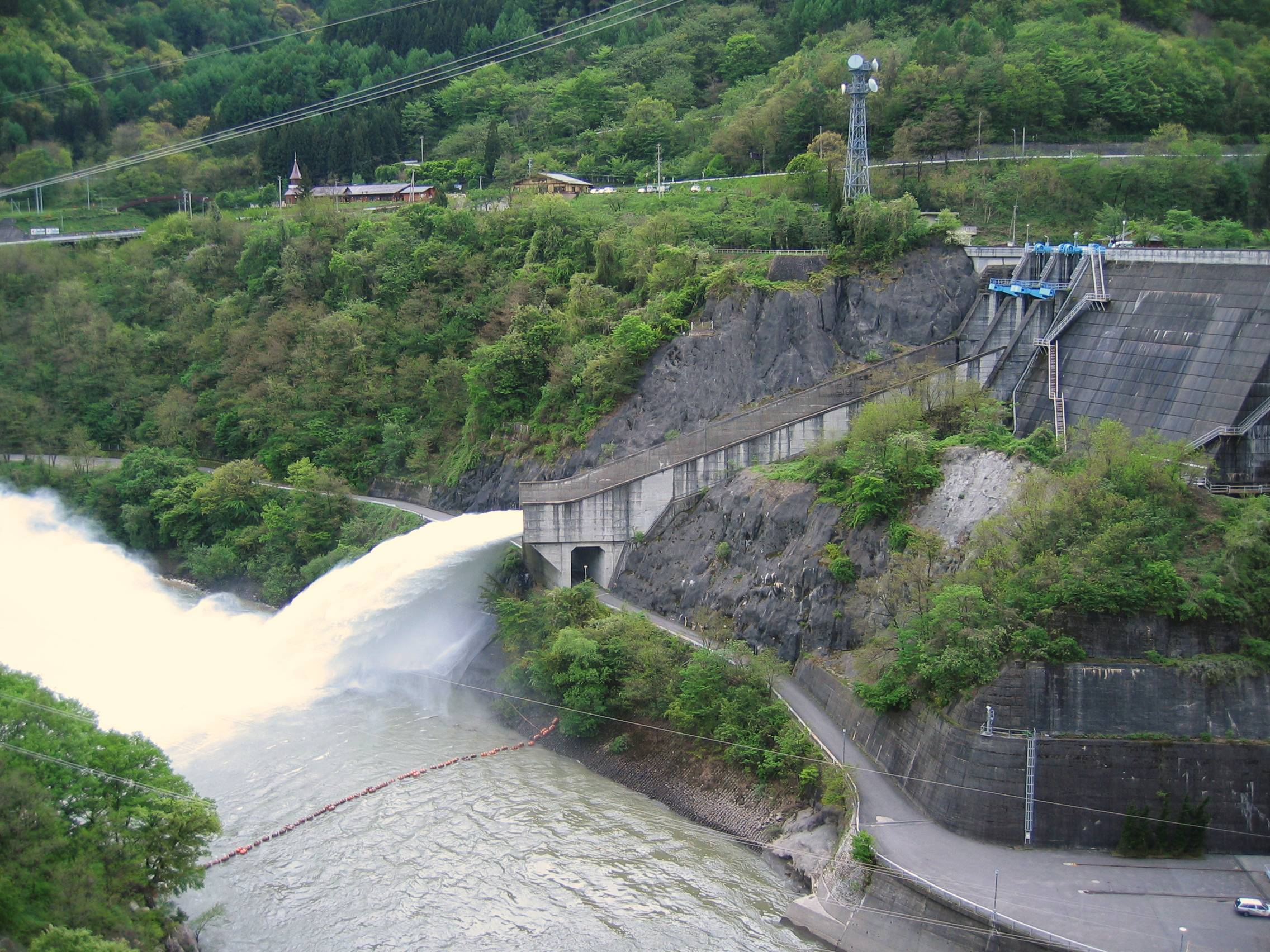
Évacuateur de crues du barrage de Matsumoto (préfecture de Nagano, Japon).

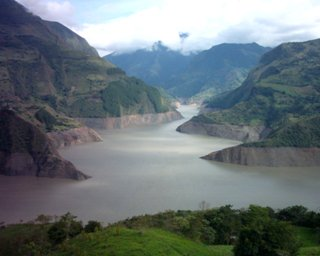
L'écologie des berges des plans d'eau artificiels peut être perturbée par des variations brutales de niveau.

## Types

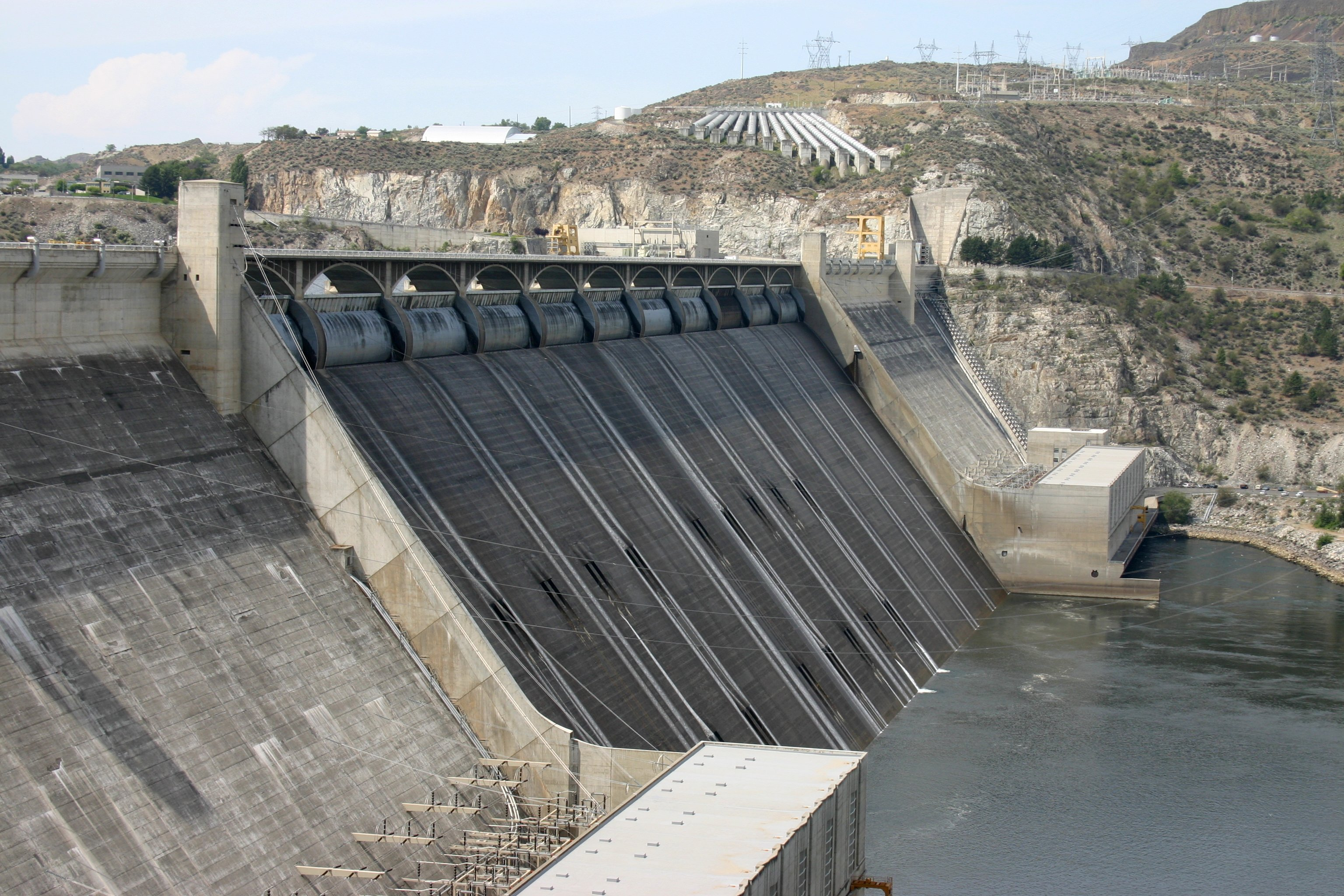
Évacuateur de crues du barrage Grand Coulee.

Barrage submersibleGénéralement nommé chaussée, seuil, levée ou digue ; ce dernier terme est préféré au mot barrage quand il s'agit de canaliser un flot.
Barrage fluvialIl permet de réguler le débit de l'eau, au profit du trafic fluvial, de l'irrigation, d'une prévention relative des catastrophes naturelles (crues, inondations), par la création de lacs artificiels ou de réservoirs. Il permet souvent la production de force motrice (moulin à eau) et d'électricité — on parle alors de barrage hydroélectrique —, à un coût économique acceptable, le coût environnemental étant plus discuté pour les grands projets (source de fragmentation écopaysagère, d'envasements à l'amont du barrage, de dégradation écopaysagères et de l'eau. Les « grands barrages » sont tous recensés par la Commission internationale des grands barrages (CIGB).
Les conséquences environnementales et sociales d'un barrage varient selon le volume et la hauteur d'eau retenue et selon le contexte biogéographique : en noyant des vallées entières, un barrage artificiel peut forcer des populations à se déplacer et bouleverser les écosystèmes locaux. Certains s'intègrent dans un plan d'aménagement de bassin et font l'objet de mesures conservatoires et compensatoires. Souvent la loi ou le droit coutumier imposent un débit réservé (débit minimal réservé aux usagers de l'aval et pour le maintien de l'écosystème aquatique et des espèces en dépendant).
Par extension, on appelle « barrage » tout obstacle placé sur un axe de déplacement, par exemple pour contrôler des personnes et/ou des biens qui circulent (barrage routier, barrage militaire).

## Aspects sémantiques
En 1821, dans son Précis historique et statistique sur les canaux et rivières navigables de Belgique et d'une partie de la France, B.L. De Rive définit le barrage comme une « digue au moyen de laquelle on soutient une hauteur d'eau constante dans toutes les parties d'une rivière, et qui suffit pour l'espèce de bateaux qui doivent y naviguer, et dont l'effet est de modérer la vitesse et de la ramener au régime uniforme de 1 mètre de pente sur 6 000 mètres de longueur ».
L'usage courant ne distingue pas toujours le barrage de la digue quand ils sont constitués d'un remblai. On peut ainsi parler de la « digue de l'étang », voire de la « digue du barrage », le mot digue renvoyant alors au seul ouvrage et le mot barrage à l'ensemble de l'aménagement, y compris le plan d'eau. Le barrage construit en maçonnerie (et notamment les barrages-voûtes en béton) est en revanche bien distingué d'une digue.
Depuis 2007 et la publication d'un décret définissant les règles de sûreté applicables aux ouvrages hydrauliques, le droit français distingue clairement les digues des barrages :
- les barrages sont les ouvrages pour lesquels il est possible de déterminer deux critères, la hauteur de l'ouvrage, et le volume de l'eau stockée à l'amont de l'ouvrage ;
- les digues sont les ouvrages pour lesquels il est possible de déterminer deux critères, la hauteur de l'ouvrage, et en l'absence de volume d'eau stockée à l'amont de l'ouvrage, la population protégée à l'aval.

En droit français, les barrages sont donc tous les ouvrages permettant de former un plan d'eau, permanent ou non, tandis que les digues sont tous les ouvrages permettant de protéger une population, ou des biens, de l'effet des crues des cours d'eau ou les submersions marines.
À ce titre, lorsque le bief d'un canal est établi sur des remblais et domine ainsi une plaine ou une vallée, il entre dans la définition des barrages : la hauteur est celle du remblai par rapport au sol naturel, le volume d'eau est celui présent dans le bief, c'est-à-dire entre les deux écluses qui le déterminent[réf. nécessaire].
Les retenues collinaires sont des ouvrages de stockage de l'eau remplis par les eaux de surface, les eaux de ruissellement, voire les eaux de pompage. Elles sont considérées, au niveau réglementaire, comme des barrages[réf. nécessaire].
Les barrages de castors sont construits par ces animaux en travers des ruisseaux. Ils leur permettent de conserver un niveau d'eau suffisant en été, de protéger leur gîte contre les prédateurs et de garantir un accès facile aux provisions de branches stockées sous la surface comme réserve hivernale de nourriture[réf. nécessaire].

## Histoire

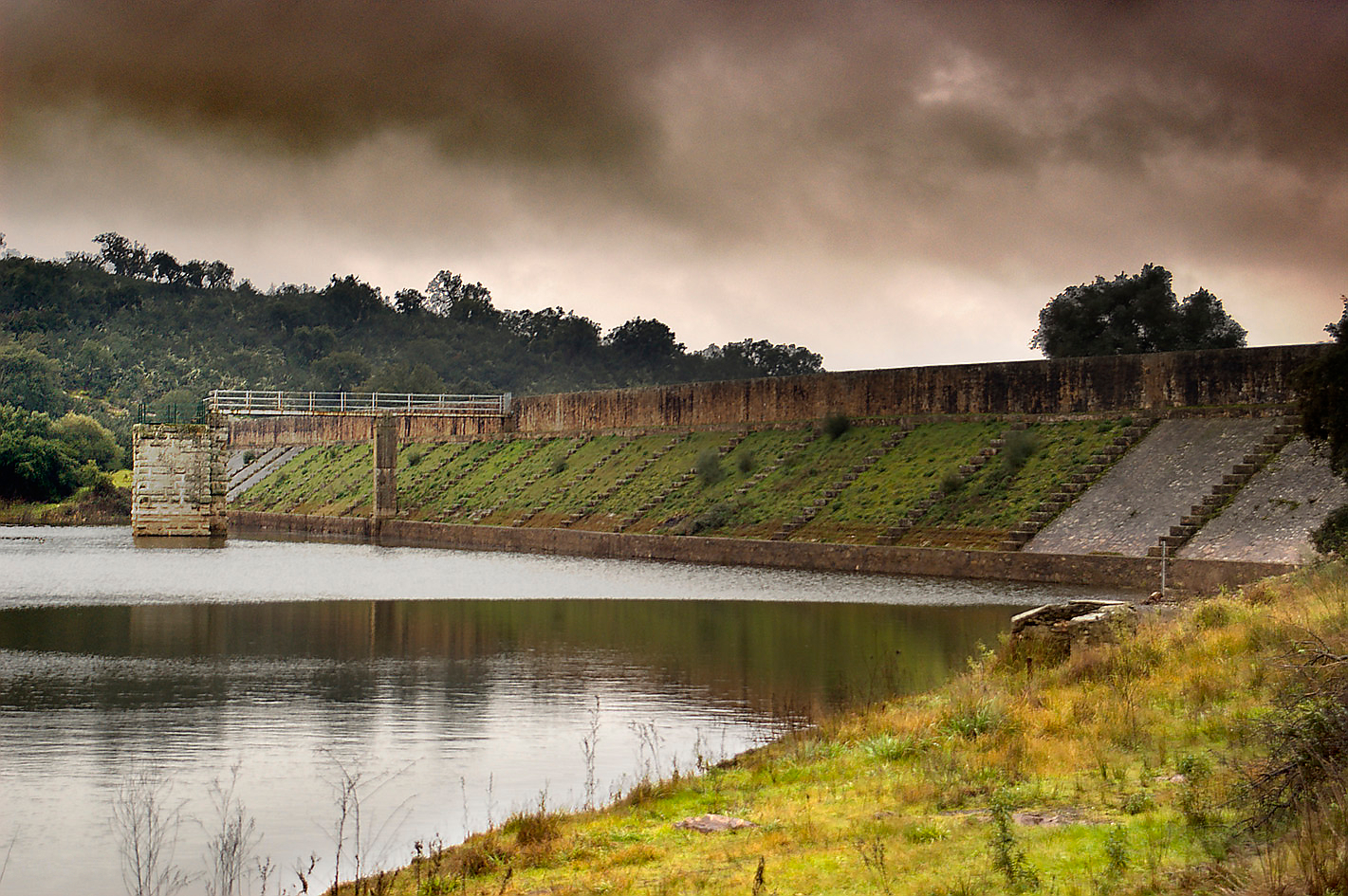
Le barrage romain de Cornalvo, en Espagne, est toujours utilisé après deux millénaires.

Les barrages existent probablement depuis la préhistoire, notamment en Égypte (réserve d'eau potable, d'irrigation, viviers, piscicultures). Le barrage de Sadd el-Kafara d'une longueur de 115 mètres fut construit dans la vallée de Garawi en Égypte vers 3000 av. J.-C. Et, selon N. Schnitter-Reinhardt, le plus ancien barrage poids connu est situé près de Jawa, en Jordanie, vers la fin du IVe millénaire av. J.-C.. Hérodote cite un barrage construit par le pharaon Ménès, fondateur de la première dynastie, à Koseish, pour alimenter la ville de Memphis.
La première rupture de barrage connue est celle de Sadd el-Kafara, sur le Wadi Garawi, à 30 km au sud du Caire, entre 2650 et 2465 av. J.-C. Elle en a probablement arrêté la construction pendant un millénaire.
En l'an 560, l'historien byzantin Procope de Césarée mentionne un barrage-voûte en amont, en maçonnerie (barrage de Daras).
Les Romains en construisirent, notamment en Espagne, dans la région de Mérida, avec les barrages d'Almonacid (hauteur 34 m), de Proserpine (hauteur 22 m) et de Cornalvo (hauteur 28 m), ou encore, au Portugal, avec le barrage de Belas.

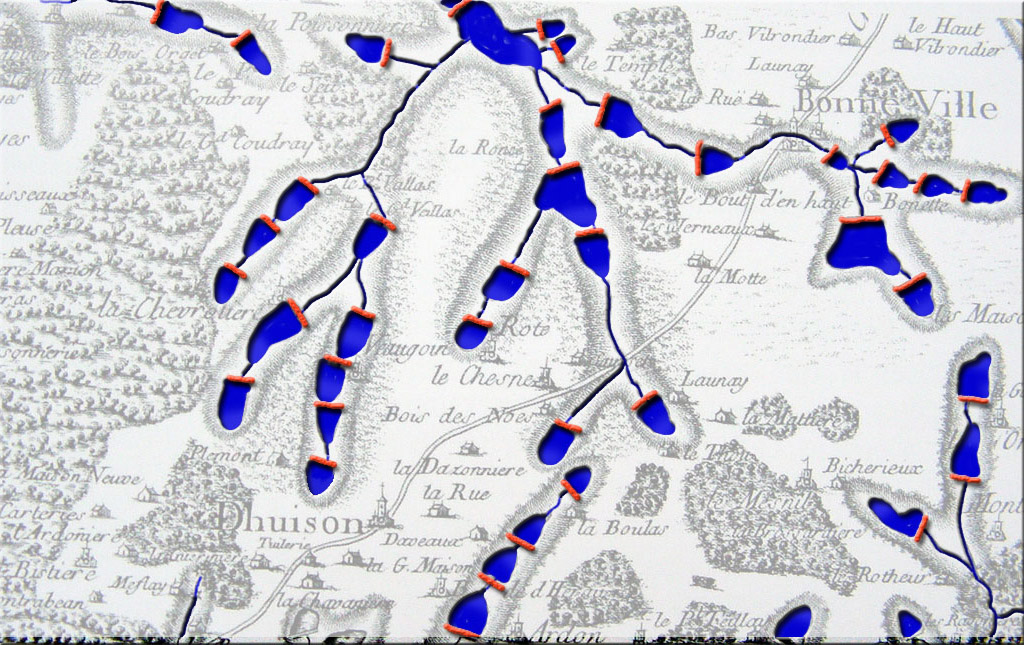
Chapelets d'étangs créés par des barrages sur petits cours d'eau, du Moyen Âge au XVIIIe siècle (France, d'après la carte de Cassini).

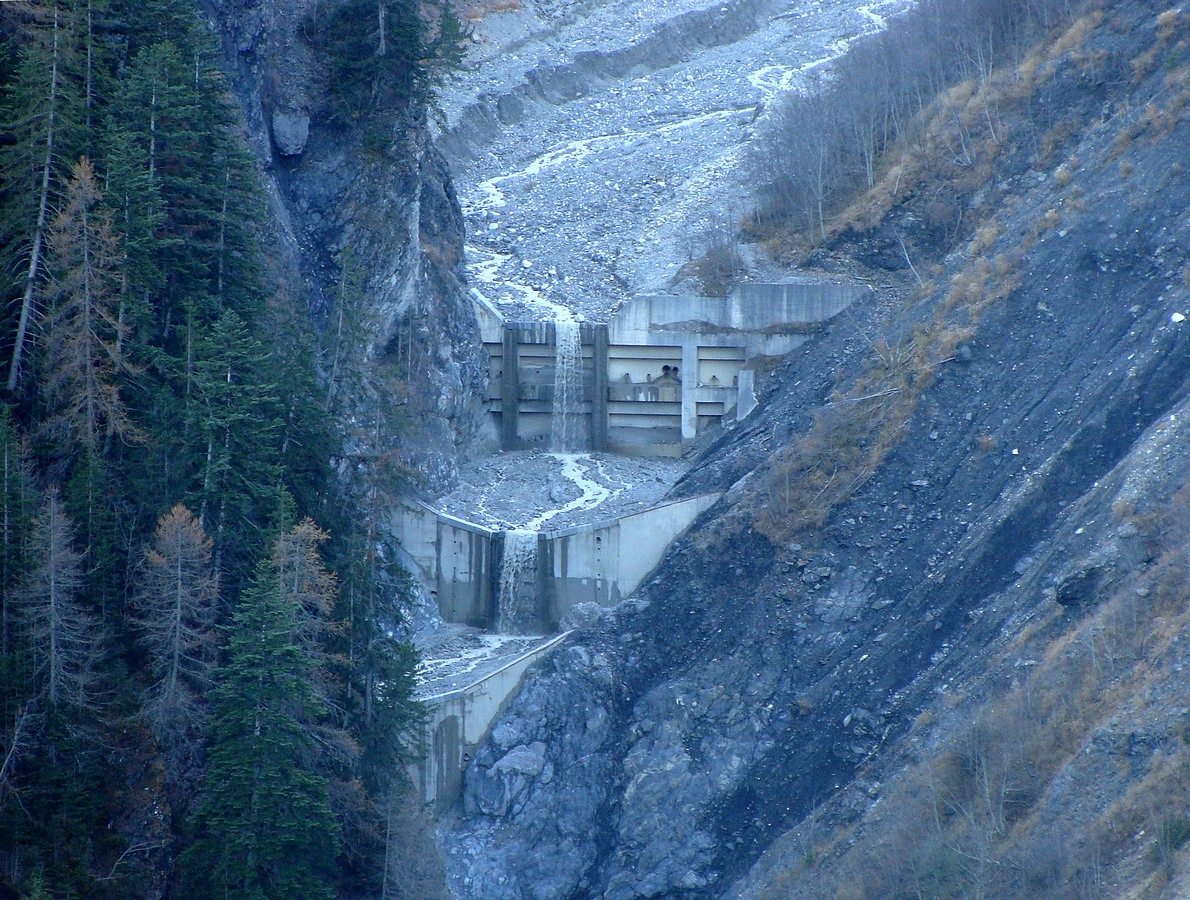
Barrages de correction torrentielle sur le torrent de Bragousse.

Au Moyen Âge, ils se sont fortement développés en Europe, notamment pour alimenter les moulins à eau. Il semble qu'ils aient parfois pu s'appuyer sur des sédiments accumulés en amont d'embâcles naturels, ou sur les lieux de barrages de castors dont la toponymie conserve des traces (par exemple, en France, les mots bief et bièvre, ancien nom de castor, qui pourraient être liés, ou des noms de communes tels que Beuvry, un des anciens noms de castor, ou Labeuvrière, la « castorière »). Les cartes anciennes, de Cassini par exemple, portent témoignage des nombreux barrages de petites rivières faits par les paysans ou les moines locaux, pour conserver l'eau et y élever du poisson ou pour le rouissage du lin ou du chanvre.
En conservant des volumes d'eau et une hauteur d'eau plus importante en saison sèche, ces barrages ont également pu tamponner les fluctuations estivales des nappes (car toutes choses égales par ailleurs, c'est la hauteur d'eau qui contrôle la vitesse de percolation, selon la loi de Darcy).
Au XVIe siècle, les Espagnols réalisent de grands barrages en maçonnerie. Le plus remarquable est celui de Tibi, à 18 km au nord d'Alicante, construit en 1594. Haut de 45 m, il est encore utilisé[réf. nécessaire].
Au cours du XIXe siècle, les travaux de restauration des terrains en montagne sont progressivement complétés par des barrages de correction torrentielle, plus efficaces que les endiguements, d'après les études hydrographiques d'Alexandre Surell. Ces ouvrages de génie civil retiennent essentiellement les blocs et graviers transportés par le torrent.
Le premier barrage-voûte moderne est construit par François Zola, père d'Émile Zola, entre 1843 et 1859 près d'Aix-en-Provence. Le premier barrage en béton, celui de la Maigrauge, est inauguré en 1872 à Fribourg, en Suisse.

## Effectifs dans le monde
Au cours du XXe siècle, 800 000 barrages ont été construits, dont 52 000 considérés comme de grands barrages, la Chine (46 %), les États-Unis (14 %) et l'Inde (9 %) totalisant près des trois quarts de ces grands barrages.

## Quelques exemples de grands barrages dans le monde

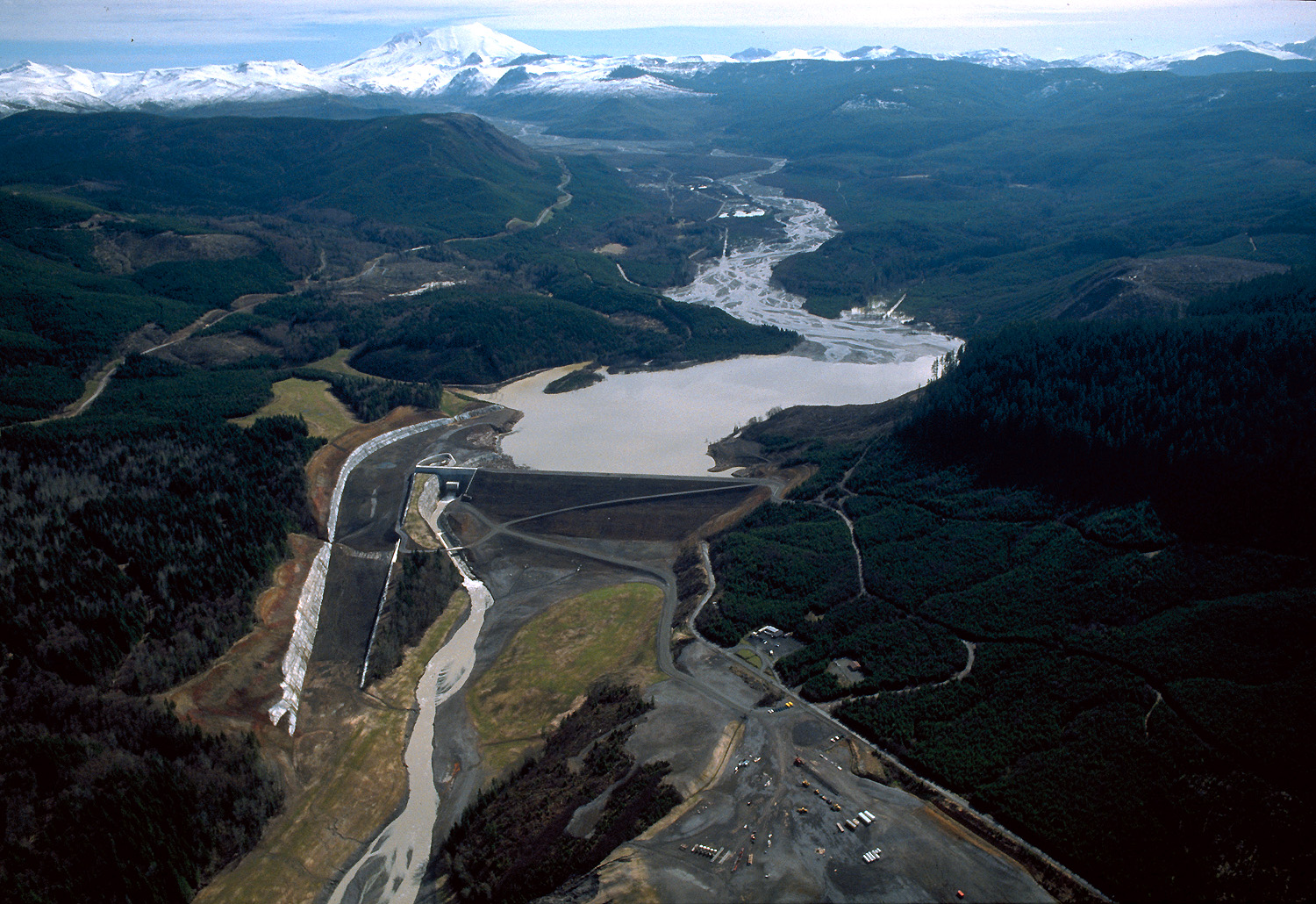
Barrage sur la Toutle River (comté de Cowlitz, État de Washington (États-Unis), édifié en 1986-1989 par le génie militaire américain non pas pour retenir de l'eau mais pour stocker une partie des sédiments provenant de l'éruption volcanique majeure du mont Saint Helens en 1980.

- États-Unis : barrage Hoover (1931-1935) ;
- Égypte : barrages d'Assouan sur le Nil ;
- République démocratique du Congo : barrages d'Inga sur le Congo ;
- Brésil  Paraguay : barrage d'Itaipu sur le Paraná, sur la frontière ;
- Québec ; centrale Robert-Bourassa ;
- Angola : barrage de Kapanda sur le Cuanza ;
- Chine : barrage des Trois-Gorges ;
- Suisse le barrage de la Grande-Dixence ;
- Turquie : barrage Atatürk sur l'Euphrate ;
- Québec : barrage Daniel-Johnson sur la Manicouagan ;
- Venezuela : barrage de Guri ;
- Chine : barrage de Jinping I (305 m), le plus haut du monde.

## Techniques de construction

### Généralités
Un barrage est soumis à plusieurs forces. Les plus significatives sont :
- la pression hydrostatique exercée par l'eau sur son parement exposé à la retenue d'eau ;
- les sous-pressions (poussée d'Archimède), exercées par l'eau percolant dans le corps du barrage ou la fondation ;
- les éventuelles forces causées par l'accélération sismique.

Pour résister à ces forces, deux stratégies sont utilisées :
- construire un ouvrage suffisamment massif pour résister par son simple poids, qu'il soit rigide (barrage-poids en béton) ou souple (barrage en remblai) ;
- construire un barrage capable de reporter ces efforts vers des rives ou une fondation rocheuse résistantes (barrage voûte, barrage à voûtes multiples…).

### Éléments de calcul
Un barrage est soumis à une force horizontale liée à la pression exercée par l'eau sur sa surface immergée. La pression hydrostatique {\displaystyle p} en chaque point est fonction de la hauteur d'eau au-dessus de ce point.
{\displaystyle p=\rho gh}
où 
- {\displaystyle \rho } est la masse volumique de l'eau, 1 000 kg/m3 ;
- {\displaystyle g} est la pesanteur, environ 9,81 m/s2 ;
- {\displaystyle h} est la hauteur d'eau au-dessus du point considéré.

La force {\displaystyle F} résultante est l'intégrale des pressions hydrostatiques s'exerçant sur la surface immergée du barrage.
{\displaystyle F=\int _{S}p\,\mathrm {d} S}
Cette formule ne s'intègre pas facilement pour les barrages à géométrie complexe. En revanche, une expression analytique peut être obtenue pour un élément de barrage poids (un « plot », de largeur {\displaystyle L} et de hauteur immergée constante {\displaystyle H}) :
{\displaystyle F=\rho gL\int _{0}^{H}h\,\mathrm {d} h}
d'où :
{\displaystyle F=\rho gL{\frac {H^{2}}{2}}}
La poussée exercée par l'eau sur un barrage augmente avec le carré de la hauteur de la retenue (ce qui est vrai pour tout type de barrage). Elle ne dépend pas du volume d'eau stocké dans la retenue. Le point d'application de cette force se situe au barycentre du diagramme des pressions, soit généralement au tiers de la hauteur de retenue.
Les calculs ci-dessus ne concernent que les barrages en matériaux rigides (béton, maçonnerie…), quel que soit leur type (poids, voûte, contreforts…). En revanche l'intégration par plots n'intéresse que les barrages de type poids ou contreforts, qui sont régis par la statique du solide. Pour les voûtes, les efforts étant reportés latéralement par des mécanismes de flexion et de compression, un calcul par plots ne prenant en compte que les forces verticales n'est pas suffisant et il est nécessaire de recourir à la résistance des matériaux (déformation élastique) et, souvent, à des méthodes numériques avancées (méthode des éléments finis linéaires voire non-linéaires).
En revanche, en ce qui concerne les barrages en matériaux meubles (sol, terre, enrochements, remblais…), les calculs sont apparentés à des calculs de stabilité de pente des talus qui doivent prendre en compte l'état saturé ou non de ces remblais.

### Études hydrauliques
En hydraulique, le modèle réduit est très utilisé pour les études de mécanique des fluides des ouvrages tels que ports, digues, barrages, etc. On utilise dans ces cas-là la similitude du nombre de Froude. Des modèles numériques bi- ou tridimensionnels sont également souvent utilisés.

### Types de barrages

#### Barrage poids

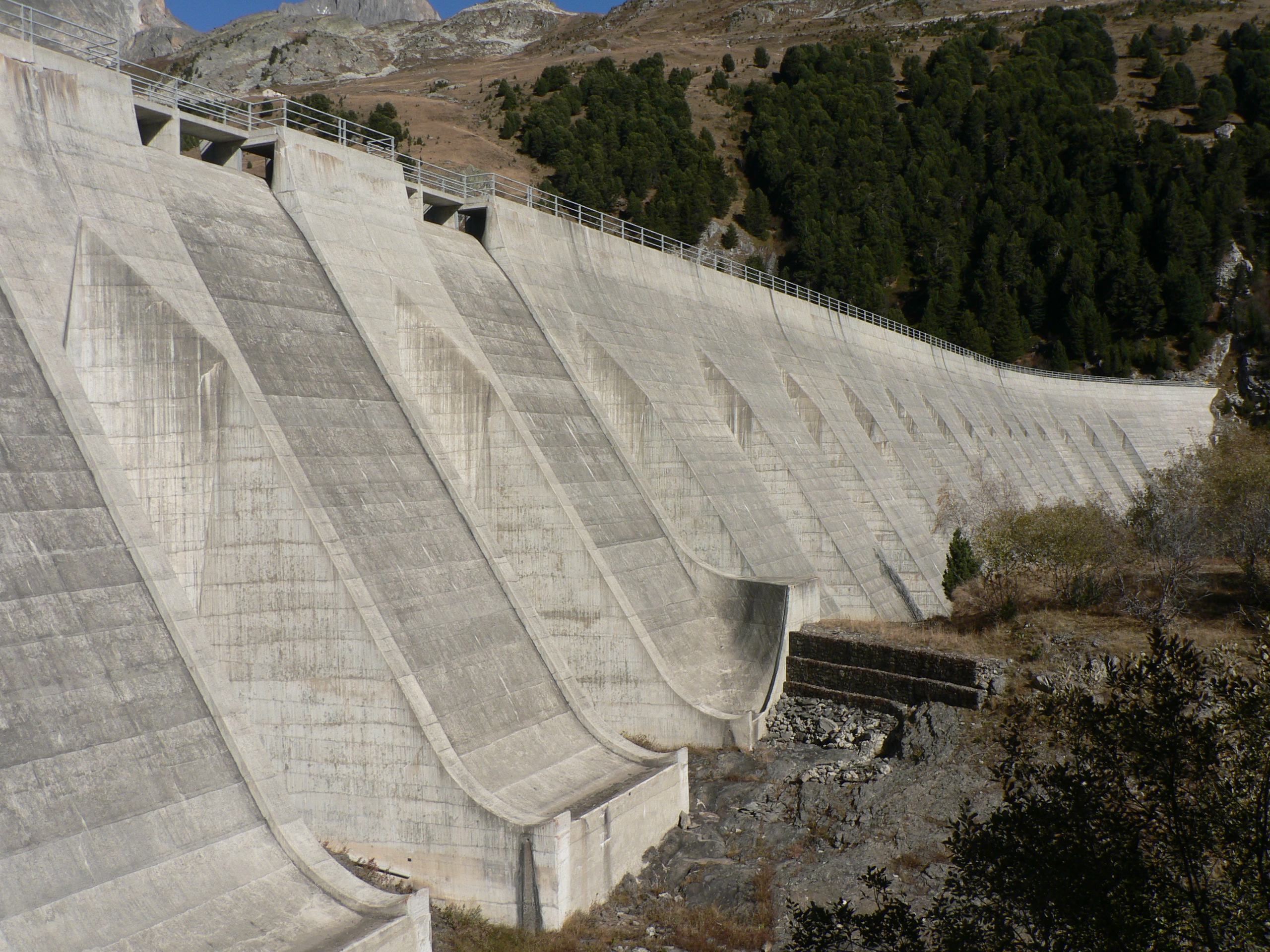
Un barrage-poids évidé : le barrage amont d'Aussois en Savoie.

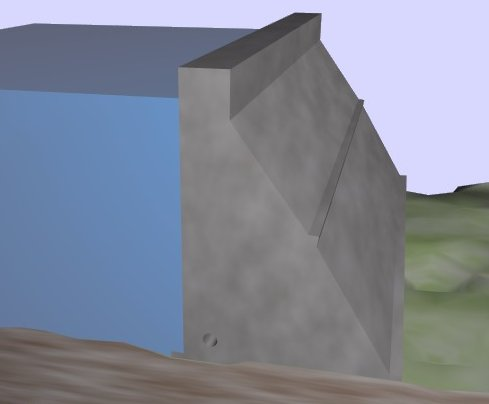
Barrage poids.

Un barrage poids est un barrage dont la propre masse suffit à s'opposer à la pression exercée par l'eau. Ce sont des barrages souvent relativement épais, dont la forme est généralement simple (leur section s'apparente dans la plupart des cas à un triangle rectangle). On compte deux grandes familles de barrages-poids, les barrages poids-béton, et les barrages en remblai (ces derniers n'étant d'ailleurs généralement pas qualifiés de barrage-poids, mais de barrage en remblai).
Même si les barrages voûtes ou à contrefort requièrent moins de matériaux que les barrages poids, ces derniers sont encore très utilisés de nos jours. Le barrage-poids en béton est choisi lorsque le rocher du site (vallée, rives) est suffisamment résistant pour supporter un tel ouvrage (sinon, on recourt aux barrages en remblai), et lorsque les conditions pour construire un barrage voûte ne sont pas réunies (cf. ci-dessous). Le choix de la technique est donc d'abord géologique : une assez bonne fondation rocheuse est nécessaire. Il faut également disposer des matériaux de construction (granulats, ciment) à proximité.
La technologie des barrages-poids a évolué. Jusqu'au début du XXe siècle (1920-1930), les barrages-poids étaient construits en maçonnerie (il existe beaucoup de barrages de ce type en France, notamment pour l'alimentation en eau des voies navigables). Plus tard, c'est le béton conventionnel qui s'est imposé.
Depuis 1978, une nouvelle technique s'est substituée au béton conventionnel. Il s'agit du béton compacté au rouleau. C'est un béton (granulats, sable, ciment) avec peu d'eau, qui a une consistance granulaire et non semi-liquide. Il se met en place comme un remblai, avec des engins de terrassement. Il présente le principal avantage d'être beaucoup moins cher que le béton classique.
Le barrage de la Grande-Dixence en Suisse, exploité par Alpiq, est le plus haut barrage-poids du monde (285 m).

#### Barrage en remblai

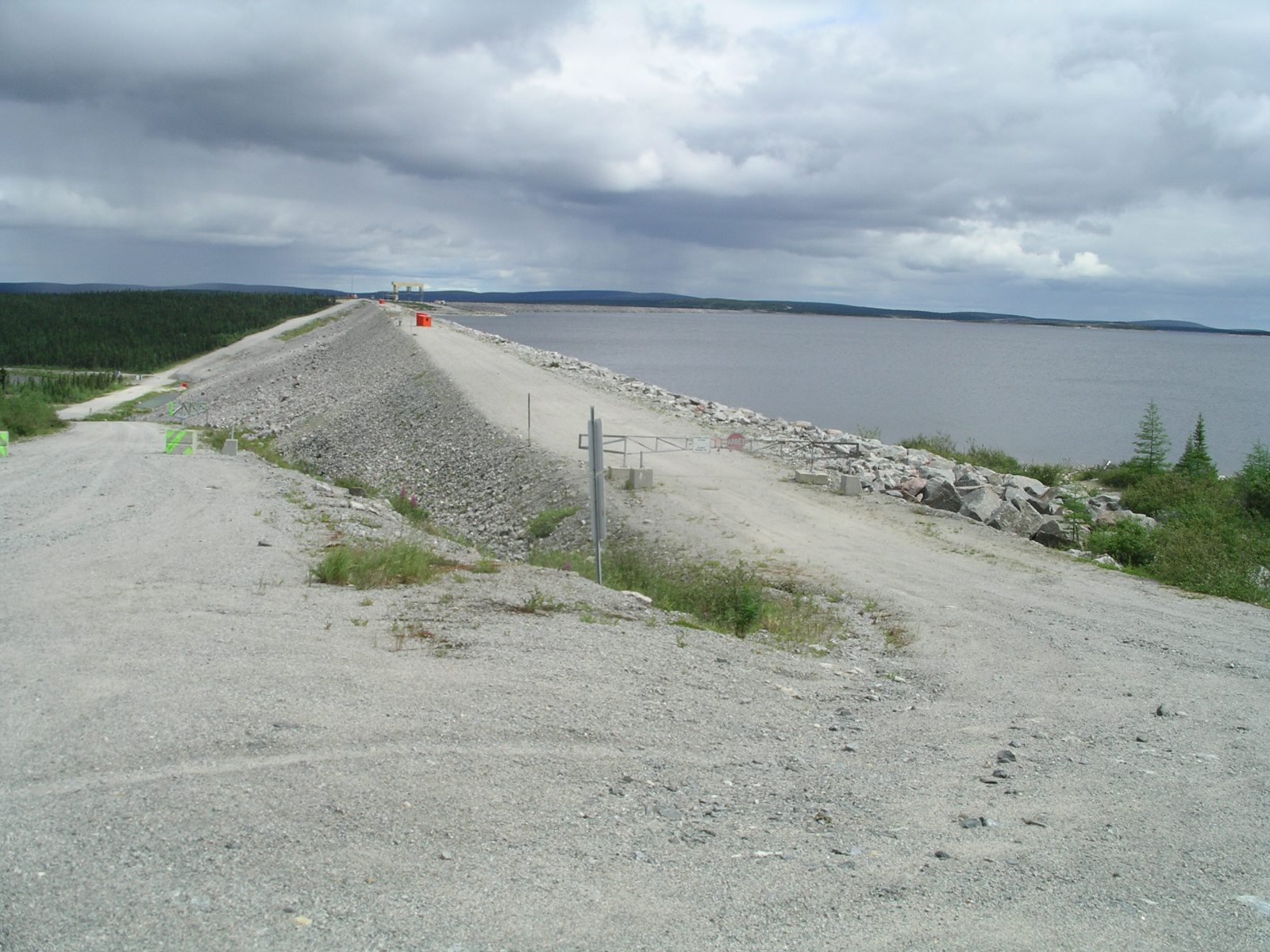
Long de 2123 m, le barrage KA-5 est un ouvrage en enrochement de 47 m de hauteur qui ferme le bras Ouest de la rivière Caniapiscau, pour former le réservoir de Caniapiscau dans le nord du Québec. Le barrage est formé d'un noyau de moraine, de plusieurs filtres en pierre tamisée, le tout étant recouvert d'une couche de blocs d'un mètre. Son volume est de 5620000 m3.

On appelle barrages en remblai tous les barrages constitués d'un matériau meuble, qu'il soit fin ou grossier (enrochements).
Cette famille regroupe plusieurs catégories, très différentes. Les différences proviennent des types de matériaux utilisés et de la méthode employée pour assurer l'étanchéité.
Le barrage homogène est un barrage en remblai construit avec un matériau suffisamment étanche (argile, limon). C'est la technique la plus ancienne pour les barrages en remblai.
Le barrage à noyau argileux comporte un noyau central en argile (qui assure l'étanchéité), épaulé par des recharges constituées de matériaux plus perméables. Cette technique possède au moins deux avantages sur le barrage homogène :
- les matériaux de recharge sont plus résistants que les matériaux argileux, on peut donc construire des talus plus raides ;
- on contrôle mieux les écoulements qui percolent dans le corps du barrage.

Le barrage à noyau en moraine est souvent utilisé dans les régions marquées par le retrait des glaciers. Ces ouvrages sont généralement constitués d'un noyau imperméable de moraine, récupérée à proximité du site, qui est protégé par des filtres en matériau granulaire. La coupe type d'un barrage en enrochement comprend également une zone de transition située entre le filtre et la recharge.
Quelques cousins des barrages à noyau : les barrages en remblai à paroi centrale étanche (paroi moulée en béton, paroi en béton bitumineux).
La technique des barrages à masque amont est plus récente. L'étanchéité est assurée par un « masque », construit sur le parement amont du barrage. Ce masque peut être en béton armé (on construit actuellement de nombreux et très grands barrages en enrochements à masque en béton armé), en béton bitumineux, ou constitué d'une membrane mince (les plus fréquentes : membrane PVC, membrane bitumineuse).
Le barrage de Mattmark en Suisse, celui de Šance en République tchèque sont de ce type ; en France, le barrage de Serre-Ponçon (deuxième plus grande retenue d'Europe). Les barrages en enrochement sont les plus fréquents dans le parc de barrages d'Hydro-Québec. Ils représentent 72 % des 600 barrages exploités par l'entreprise en 2002.

#### Barrage voûte

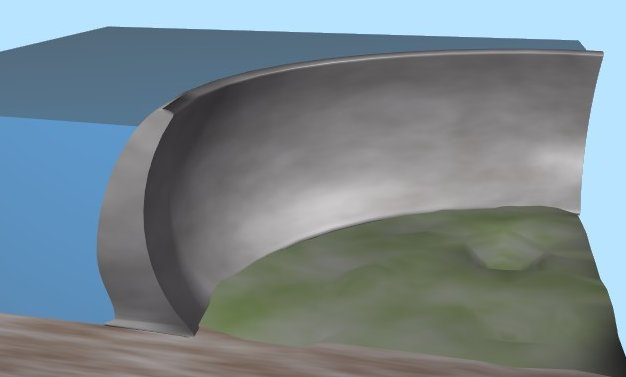
Barrage voûte.

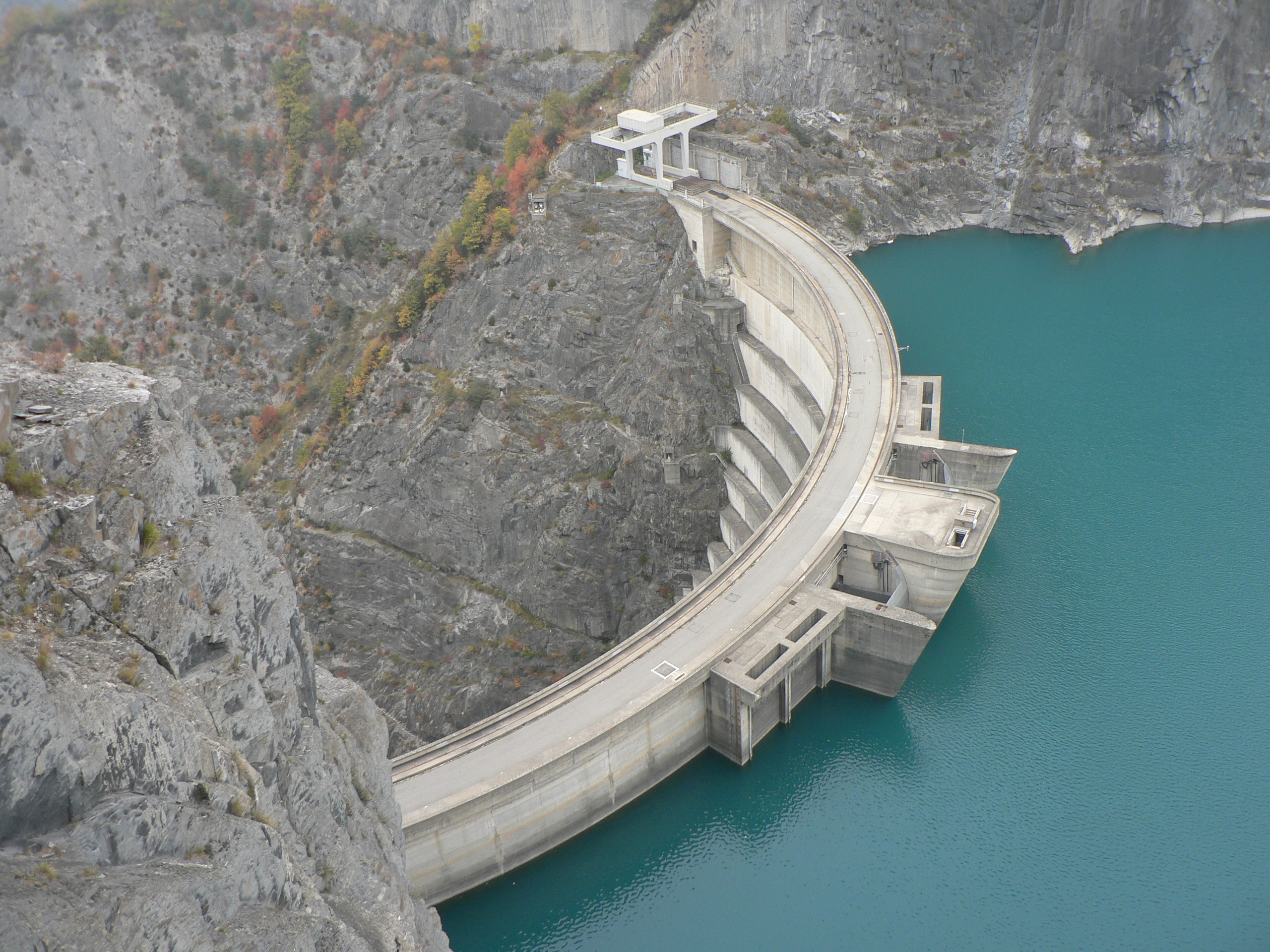
Un barrage-voûte : le barrage de Monteynard-Avignonet.

La poussée de l’eau est reportée sur les flancs de la vallée au moyen d'un mur de béton arqué horizontalement, et parfois verticalement (on la qualifie alors de voûte à double courbure).
La technique de barrage-voûte nécessite une vallée plutôt étroite (même si des barrages-voûtes ont été parfois construits dans des vallées assez larges, poussant cette technologie à ses limites) et un bon rocher de fondation. Même lorsque ces conditions sont réunies, le barrage-voûte est aujourd'hui souvent concurrencé par les barrages-poids en béton ou le barrage en enrochements, dont la mise en œuvre peut être davantage mécanisée.
En raison du relativement faible volume de matériaux nécessaires, c'est une technique très satisfaisante économiquement.
Cependant, la plus grande catastrophe hydraulique survenue en France (Malpasset, au-dessus de Fréjus, le 2 décembre 1959) concernait un barrage-voûte en cours de mise en eau ; l'un des appuis latéraux de la voûte (et non le barrage lui-même) n'a pas supporté les efforts appliqués par la retenue, ce qui a provoqué la rupture presque totale et très brutale de l'ouvrage, et le déclenchement d'une onde de rupture extrêmement violente, capable d'entraîner des morceaux de la voûte pesant des centaines de tonnes. Cette catastrophe a fait des centaines de victimes, détruit de nombreux immeubles et un pont autoroutier, et ravagé de grandes surfaces agricoles.
Malpasset est le seul cas connu de rupture d'un barrage-voûte. Ce barrage est toujours aujourd'hui dans l'état où il a été laissé après l'accident, et les énormes morceaux du barrage sont toujours abandonnés dans la vallée à l'aval.
Avant cet accident (et, pour certains, aujourd'hui encore), la voûte est considérée comme le plus sûr des barrages. La catastrophe du Vajont en Italie le démontre d'ailleurs : alors qu'une double vague de grande hauteur est passée par-dessus la voûte, à la suite de l'effondrement d'une montagne dans le plan d'eau, le barrage est demeuré intact. L'onde de submersion provoquée par la vague a cependant fait des milliers de victimes.
On rencontre aussi des barrages avec plusieurs voûtes comme le barrage de l'Hongrin en Suisse.

#### Barrage à contreforts ou multivoûtes

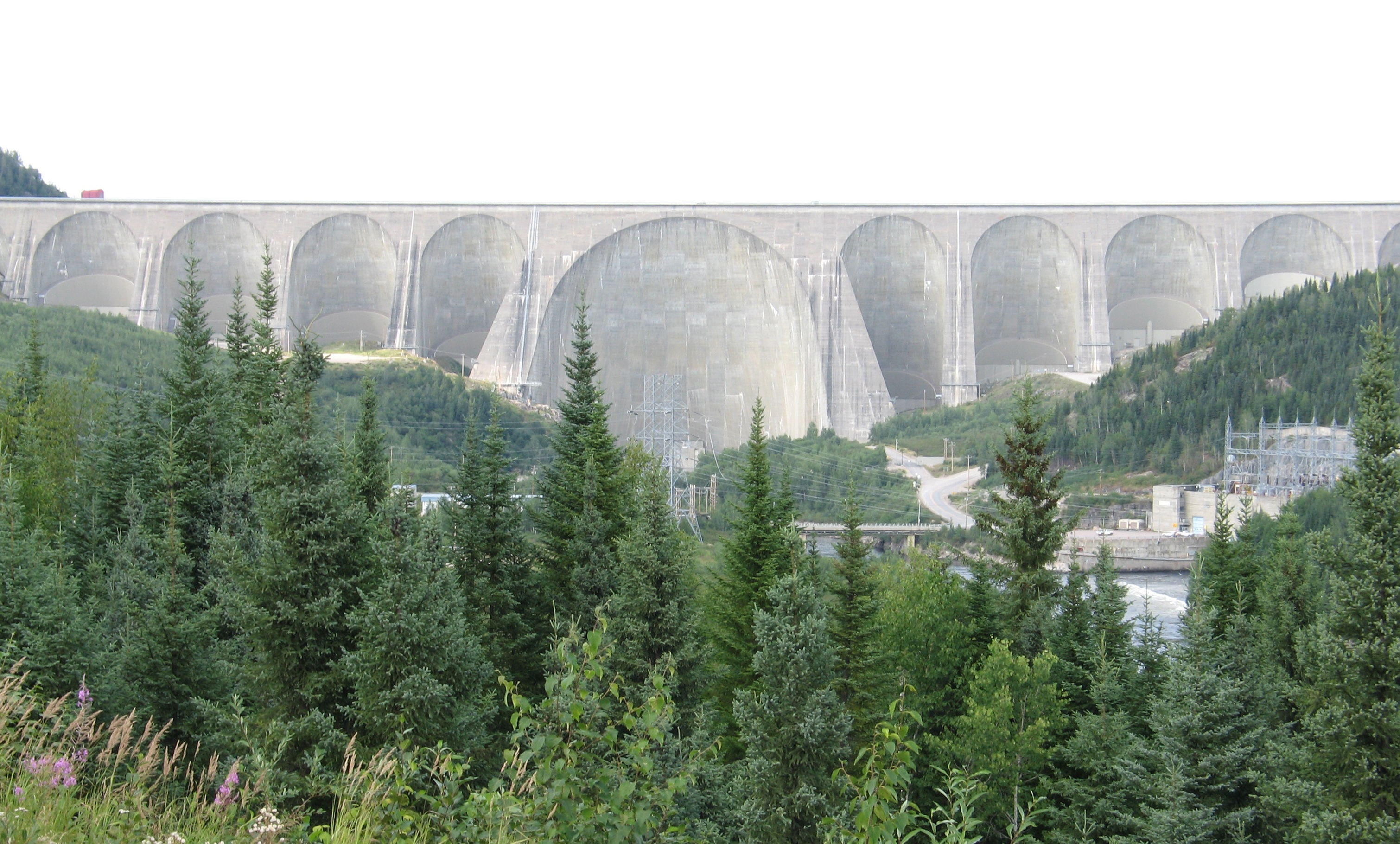
Les voûtes multiples et contreforts du barrage Daniel-Johnson.

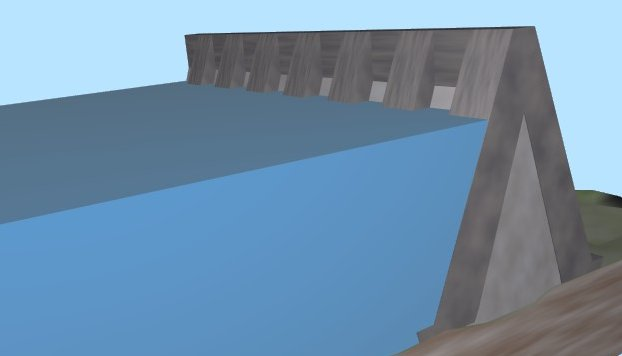
Barrage contreforts.

Lorsque les appuis sont trop distants, ou lorsque le matériau local est tellement compact qu'une extraction s'avère presque impossible, la technique du barrage à contreforts permet de réaliser un barrage à grande économie de matériaux.
Le mur plat ou multivoûtes (Vezins, Migoëlou ou Bissorte) en béton s’appuie sur des contreforts en béton armé encastrés dans la fondation, qui reportent la poussée de l’eau sur les fondations inférieures et sur les rives.
Un des exemples les plus importants de ce type est le barrage Daniel-Johnson au Québec, achevé en 1968 dans le cadre du projet Manic-Outardes. Haut de 214 m et large de 1 312 m, le barrage, conçu par André Coyne, est soutenu par deux contreforts centraux écartés par 160 m à leur base. Les 13 voûtes latérales forment des demi-cylindres inclinés qui ont 76 m d'entraxe. Au-delà des considérations esthétiques, Hydro-Québec a choisi de construire un barrage en voûtes et contreforts pour des raisons économiques. Selon les études de conception, la construction de l'ouvrage a requis un peu plus de 2,2 millions de mètres cubes de béton, soit cinq fois moins qu'un barrage poids.

#### Barrages mobiles à aiguilles

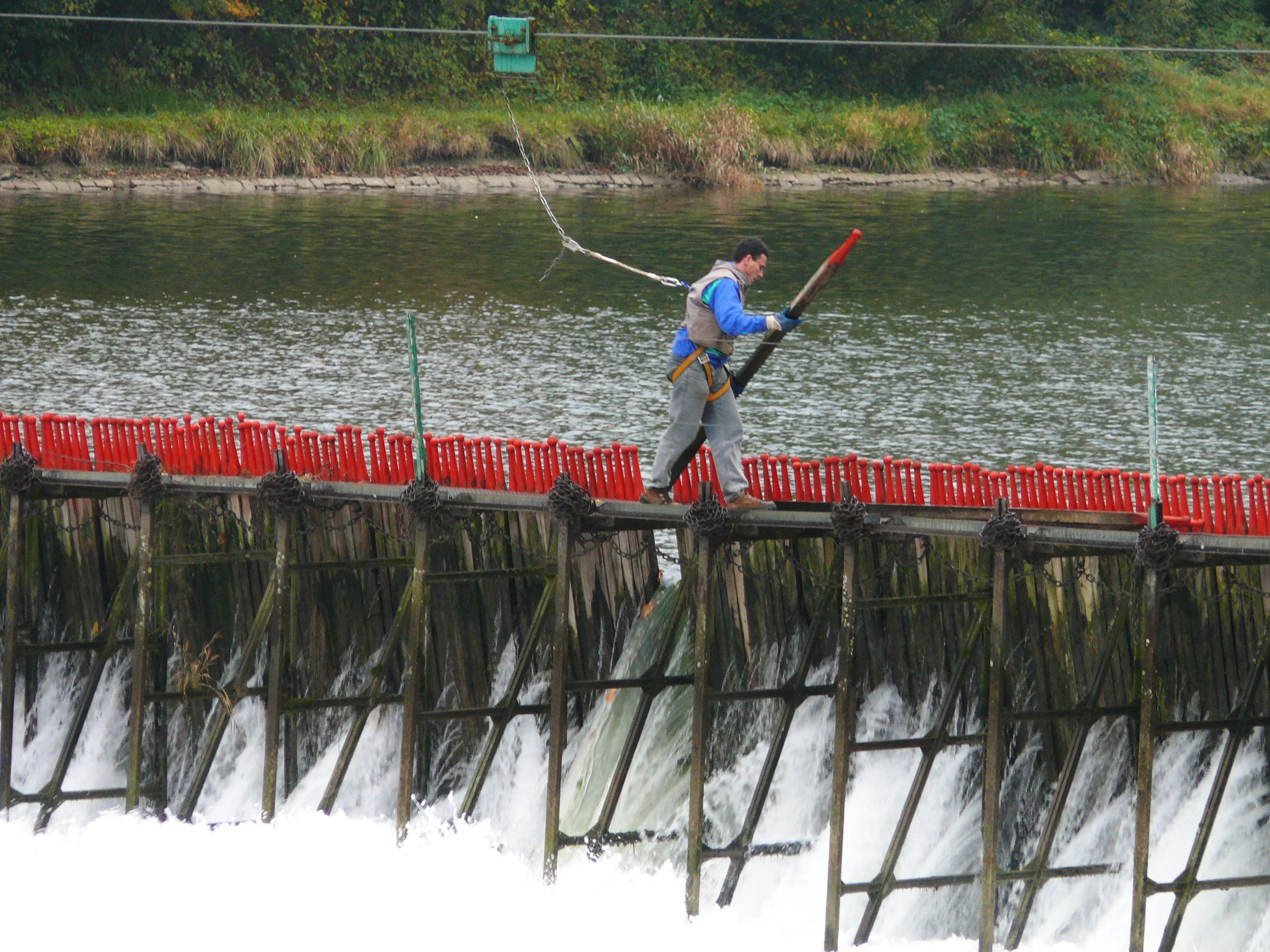
Barrage à aiguilles de Givet - Dépose d'une aiguille

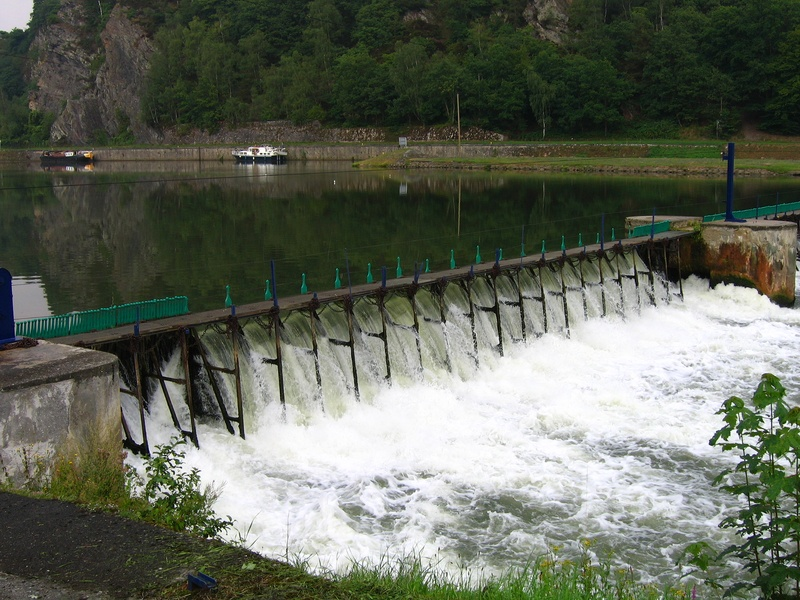
Barrage à aiguilles, Fumay, Ardennes.

Le barrage mobile ou à niveau constant, a une hauteur limitée ; il est généralement édifié en aval du cours des rivières, de préférence à l’endroit où la pente est la plus faible. On utilise généralement ce type de barrage dans l’aménagement des estuaires et des deltas.
Selon le type de construction le barrage mobile peut être :
- à aiguilles, créé par l’ingénieur Charles Antoine François Poirée en 1834, qui, s’inspirant des anciens pertuis, étendit le système à toute la largeur du lit, améliorant considérablement la navigation fluviale dès la moitié du XIXe siècle. Le premier fut établi par Charles Antoine François Poirée sur l'Yonne, à Basseville, près de Clamecy (Nièvre). Le système Poirée consiste en un rideau de madriers mis verticalement côte à côte et barrant le lit du fleuve. Ces madriers ou aiguilles d’une section de 8 à 10 cm et longs de 2 à 4 m, selon les barrages, viennent s’appuyer contre un butoir (ou heurtoir) du radier (sur le fond) et sur une passerelle métallique constituée de fermettes. Ces fermettes peuvent pivoter pour s’effacer sur le fond en cas de crue et laisser le libre passage aux eaux. Les fermettes sont reliées par une barre d’appui qui retient les aiguilles et une barre de réunion, de plus elles constituent la passerelle de manœuvre. Les aiguilles à leur sommet présentent une forme qui permet une saisie aisée. Néanmoins c’est un travail fastidieux, long et dangereux (il faut plusieurs heures et plusieurs hommes pour mener à bien la tâche). Ce type de barrage est désormais remplacé par des techniques plus modernes et automatiques ; sur certains barrages encore existants, les aiguilles de bois sont remplacées par des aiguilles en aluminium remplies de polystyrène (pour la flottabilité en cas de chute dans la rivière), d’un poids bien moindre et plus facilement manœuvrables ;
- à effacement sur le fond de la rivière (seuil) pour permettre l’écoulement total ou en position intermédiaire pour créer un déversoir.

#### Barrages à vannes mobiles
- À battant ou porte à axe vertical, comme le barrage moderne hollandais (Maeslantkering), ou les portes à la Léonard de Vinci fermant le port-canal de Cesenatico pour empêcher les fortes marées d’envahir les terres.
- À vanne levante avec possibilité d’effacement en aérien lorsque le débit devient critique, ce qui évite de constituer un obstacle à l'écoulement des eaux en temps de crue. Ce type de barrage est généralement employé pour empêcher l'eau salée de remonter l'estuaire, comme à Volta Scirocco en Italie.
  - La partie fixe correspond à une plate-forme (ou radier) étanche.
  - Une grande vanne à secteur, qui en position de fermeture totale détermine un battant qui s’appuie sur la plate-forme, pendant qu'en position de soulèvement complet, il laisse l'écoulement complètement libre.
  - Une vanne à volet, montée sur la génératrice supérieure de la vanne à secteur, qui permet de régler l’écoulement dans le déversoir et le niveau d’eau désiré en amont du barrage. L'écoulement de l'eau peut se produire par le dessous du battant lorsque la vanne à secteur inférieure est soulevée (ce qui permet aussi de nettoyer la surface de la plate-forme), ou bien par le dessus en déversoir, lorsque la vanne supérieure à volet est abaissée.
- Barrage mobile à vanne-toit : la vanne-toit est formée d'un caisson ballastable, articulé autour d’une charnière fixée sur un radier creux en béton armé.

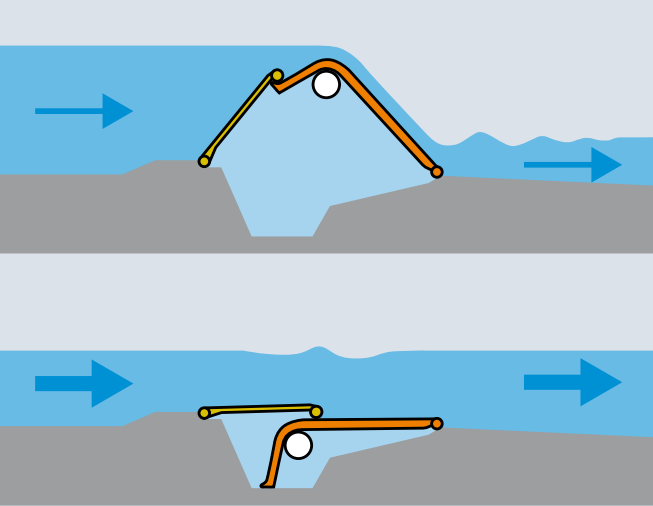
Principe du barrage à vanne-toit. Le tube sert de flotteur.

- - En position d'effacement, le caisson est rempli d’eau par ouverture d'une vanne latérale, et descend de son propre poids dans un logement ménagé dans le radier.
  - En position active, l'eau de ballast est vidangée vers l'aval ; le caisson remonte par l'effet de la poussée d'Archimède. La hauteur de retenue dépend de la quantité d’air admise dans le caisson.
  - On trouvait encore dans les années 1990 des barrages de ce type à Port-Mort sur la Seine, ou à Mereville. Sa version moderne est le barrage à vanne-secteur (par exemple le barrage de Trèves, en Allemagne). Un tel procédé est en application dans le Projet MOSE qui doit protéger la lagune de Venise des hautes eaux de l’Adriatique (Acqua alta).

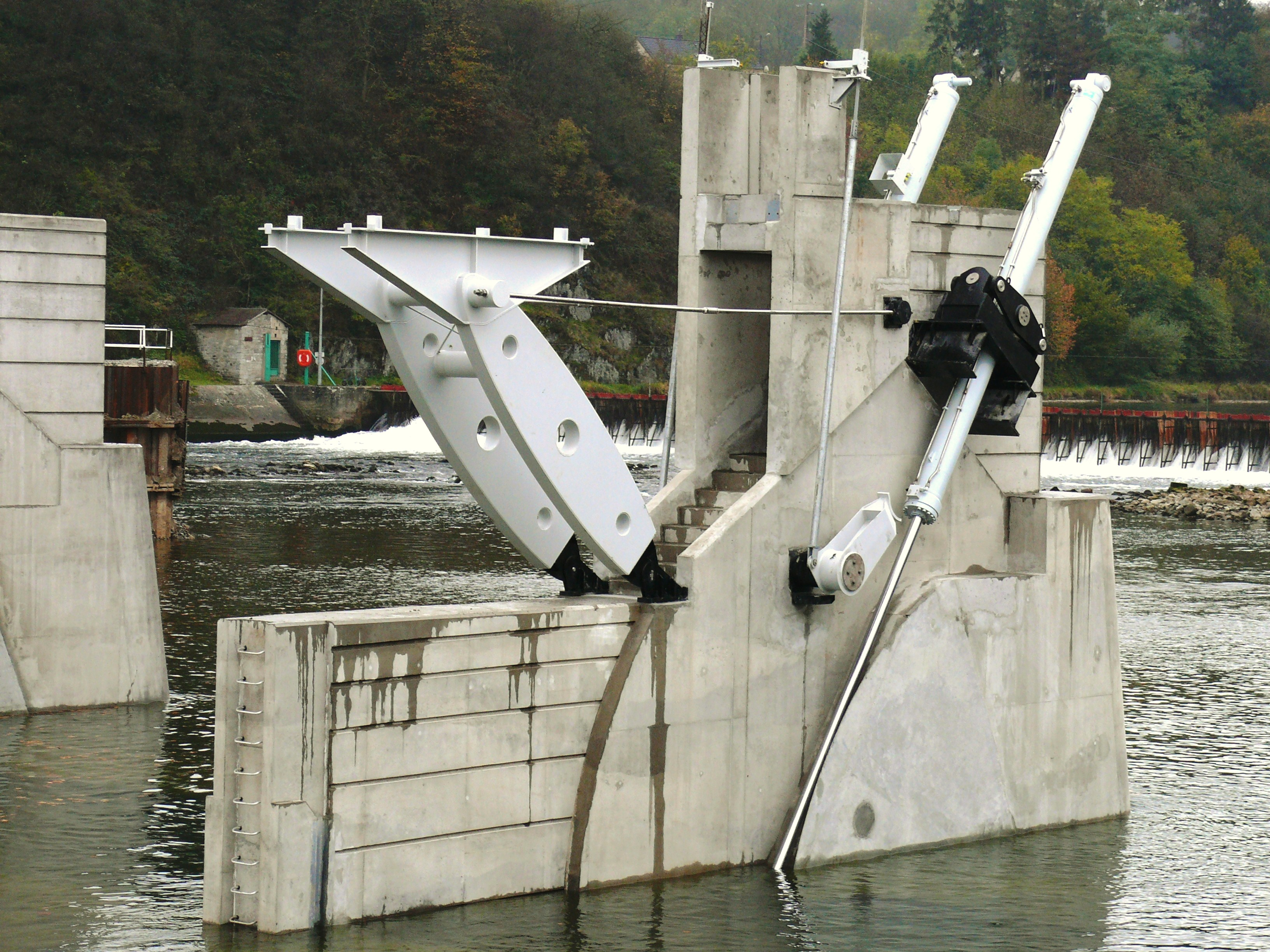
Nouveau barrage à vannes-clapets en construction à Givet.

- Barrage mobile à clapets, d’un fonctionnement comparable au barrage à mobile à gravité ci-avant à la différence près qu'il est mû par deux vérins hydrauliques[N 3] situés de part et d'autre du clapet. Il respecte parfaitement sa fonction : réguler l'écoulement de la rivière pour maintenir un niveau sensiblement constant dans le bief amont. Son principal inconvénient est d'être excessivement dangereux pour le touriste nautique. Les poissons ne peuvent le remonter que lorsque la rivière est en hautes eaux et le clapet complètement baissé[18].

#### D'autres types de barrages

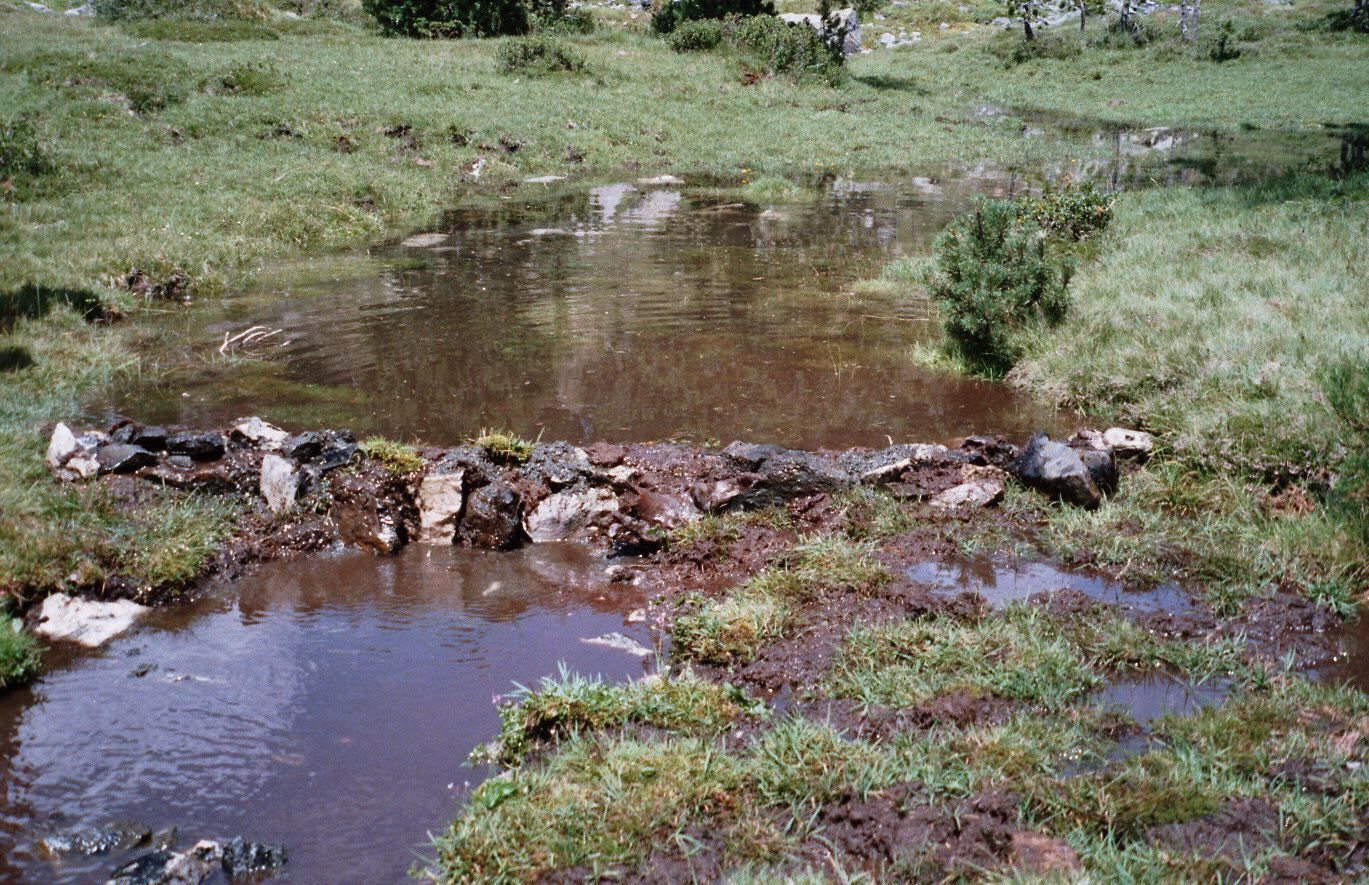
Un barrage fait à la main sur un ruisseau.

Il existe d'autres catégories de barrages, en général de taille plus réduite.
Les barrages de stériles miniers sont des barrages construits avec des résidus d'exploitation minière pour créer une zone de stockage de ces stériles. Les barrages sont montés au fur et à mesure de l'exploitation de la mine. Ils s'apparentent aux barrages en remblai.
Les barrages de montagne sont des ouvrages destinés à lutter contre les effets de l'érosion torrentielle. Ce sont des ouvrages construits en travers des torrents. Ils peuvent interrompre (partiellement ou complètement) le transport solide ; ils peuvent également fixer le profil en long d'un thalweg en diminuant l'agressivité des écoulements.
Les digues filtrantes sont des ouvrages construits en pierres libres à travers un talweg ou bas-fond dans lequel des eaux de ruissellement se concentrent lors des grandes pluies. La digue sert à freiner la vitesse de l'eau des crues, et elle épand ces eaux sur une superficie au côté amont, action par laquelle l'infiltration est augmentée et des sédiments sont déposés. La superficie inondable constitue un champ cultivable sur laquelle sont obtenus de bons rendements grâce à une meilleure disponibilité en eau et en éléments nutritifs pour les cultures comme le sorgho. En même temps, l'érosion de ravine dans le talweg est arrêtée ou évitée.

## Catégories de barrages
Outre les barrages-réservoirs, divers types de barrages spécialisés sont bâtis : le barrage écrêteur de crues, le barrage simple, le barrage alluvial, le barrage capteur de dépôts d'alluvions, le barrage filtrant, le barrage souterrain, le barrage de stériles, le barrage régulateur...

### Barrages écrêteurs de crues
Certains barrages sont construits dans le but exclusif de stocker une partie du volume des crues, pour limiter le risque d'inondation. Ces barrages peuvent être construits à distance du lit mineur et le prélèvement est assuré au moyen d'un ouvrage de prise d'eau sur la rivière. Alternativement, ils sont implantés en travers du cours d'eau comme des barrages classiques. Ils sont secs la plupart du temps et ne se remplissent que lors des crues les plus significatives. Un tel dispositif équipe l'agglomération de Belfort-Montbéliard en France.

### Barrage simple
Le barrage simple, peu élevé, est construit sur une rivière ou à l'entrée/la sortie d'un lac pour réguler le niveau de l'eau en amont.

### Barrage alluvial
Le barrage alluvial est une retenue créée par l'accumulation de sédiments et d'alluvions, qui bloquent le canal d'un ruisseau. 

### Barrage capteur de dépôts d'alluvions
Le barrage capteur de dépôts d'alluvions est un mur d'un barrage souterrain qui est périodiquement surélevé, afin d'augmenter la capacité de stockage de l'alluvion, au fur et à mesure que celles-ci, transportées de l'amont, s'accumulent.

### Barrage filtrant
Structure construite sur un canal d'alimentation, généralement à son extrémité en amont. Le matériau de filtration est composé de pierres et de graviers.

### Barrage souterrain
Le barrage souterrain est une barrière verticale et imperméable visant à collecter l'eau souterraine d'un cours d'eau éphémère en l'interceptant. Il est construit en travers du lit d'une rivière à sec et comblée de sable, sur une digue rocheuse en saillie.

### Barrage régulateur
Le barrage régulateur est un petit ouvrage construit en travers d'une ravine ou d'un petit cours d'eau à des endroits permettant de contrôler le niveau de l'eau en amont et de régulariser l'écoulement vers l'aval.

### Barrage de stériles
Le barrage de stériles, est une structure visant à contenir les résidus miniers et les eaux usées lorsque les métaux lourds forment un dépôt, avant le rejet de l'eau dans le milieu naturel.

### Barrage perméable
Le barrage perméable est construit en travers du fond d'une vallée, pour réduire les débits de crue en étalant l'eau sur une plus grande superficie. C'est un long ouvrage fait d'accumulation de pierres.

### Pompage-turbinage
Le pompage-turbinage est une technique de stockage de l'énergie électrique qui consiste à remonter de l'eau d'un cours d'eau ou d'un bassin, pour la stocker dans des bassins d'accumulation, lorsque la production d'électricité est supérieure à la demande — phase de pompage —, puis de turbiner l'eau ainsi mise en réserve pour produire de l'énergie électrique lorsque la demande est forte — phase de turbinage. Elle participe à l'ajustement entre l'offre d'électricité et la demande.

## Éléments constitutifs
Selon le type d'utilisation auquel il est destiné, le barrage pourra comprendre plusieurs éléments constitutifs parmi les suivants.

### Instrumentation et outils de contrôle

#### Surveillance métrologique
Un vaste système de mesure est utilisé pour enregistrer la façon dont le barrage réagit à la pression de l'eau et à d'autres influences externes.
- Stations météo : les stations météorologiques fournissent des valeurs de température et de précipitations. Elles sont nécessaires pour évaluer le comportement de l'ouvrage[21]. Cependant, les valeurs météorologiques sont également nécessaires pour utiliser le contenu de la mémoire[Quoi ?] de manière optimale.
- Mesures géodésiques : des mesures géodésiques sont effectuées au moins une fois par an. Ce sont des mesures absolues de position et de hauteur[22],[23].
- Mesures d'eau : la mesure de l'eau d'infiltration est particulièrement importante pour les barrages. En effet, le sous-sol des barrages n'est jamais totalement étanche. Les infiltrations souterraines font partie du fonctionnement normal des barrages. La surveillance de l'eau d'infiltration permet de tirer des conclusions sur l'évolution du corps du barrage et du sous-sol du barrage. La pression de l'eau dans la fondation des barrages est d'une importance particulière. Elle agit sur le corps de l’ouvrage à partir du socle rocheux. Un drainage suffisant des eaux d'infiltration assure la stabilité de la barrière. La pression au bas du barrage est constamment mesurée avec des piézomètres et/ou des manomètres[24].
- Mesures de déformation : les mesures de déformation reposent sur le principe physique selon lequel toute structure se déforme lorsqu'elle est soumise à une charge. Les murs des barrages sont soumis à des contraintes liées à la pression de l'eau et aux fluctuations de température[25]. Cependant, les déformations résultantes dans les barrages sont si petites qu'elles ne peuvent pas être vues à l'œil nu. Tous les mouvements sont enregistrés à l'aide de divers instruments spéciaux.
- Mesure d’allongement : le changement de longueur du mur du barrage est enregistré dans différentes directions à l'aide d'instruments tels que les extensomètres à corde vibrante[réf. souhaitée].
- Mesure d'aplomb : un fil à plomb à l'intérieur du mur du barrage est utilisé pour mesurer si la crête du barrage se déplace horizontalement[24],[26].
- Mesure de l'inclinaison : l'inclinomètre mesure les variations possibles de l'angle d'inclinaison d'un barrage[réf. souhaitée].
- Surveillance des fissures : si une fissure apparaît, l'installation d'un fissuromètre permet d'en quantifier l'évolution ou la stagnation[26].

### Déversoirs de crue

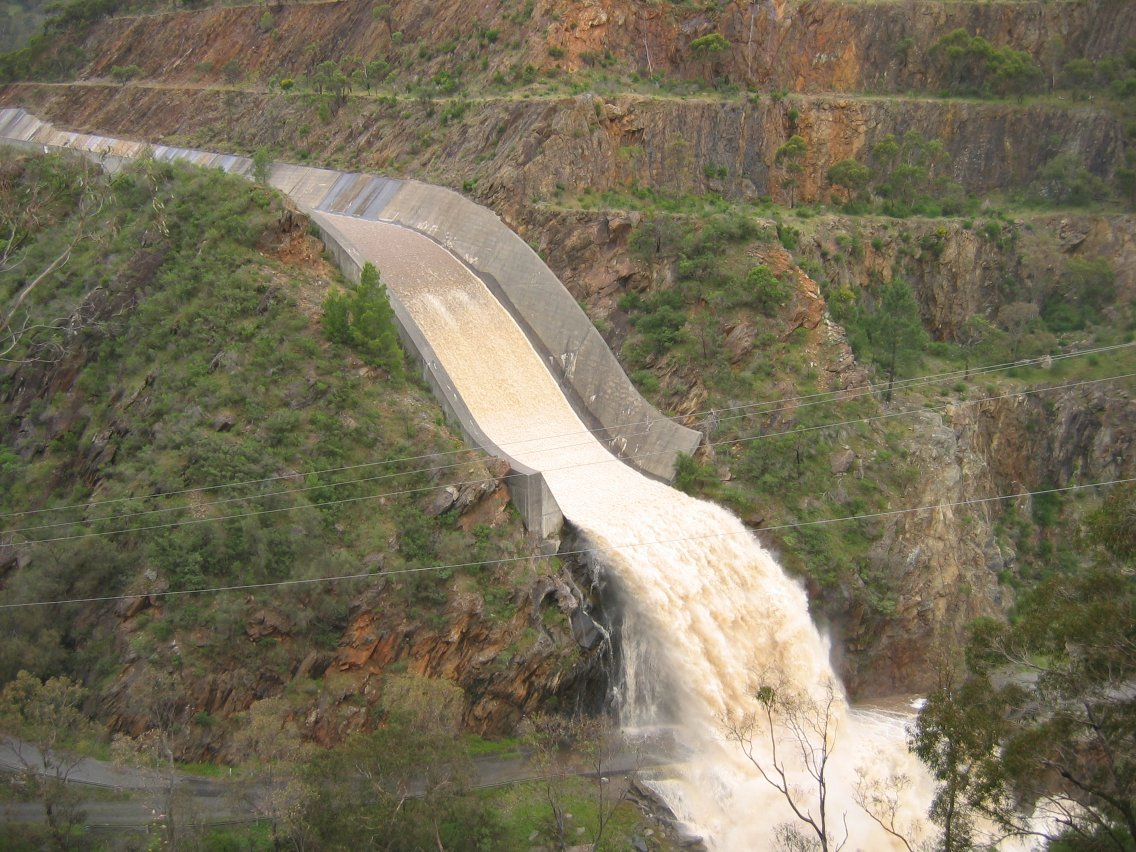
Le déversoir du réservoir de Kangaroo Creek en Australie-Méridionale, lors de la crue de novembre 2005.

Le déversoir est une partie du barrage destinée à évacuer un débit depuis le réservoir amont vers un canal de décharge. Il sera notamment utilisé en cas de crue qui pourrait mettre en péril le barrage en faisant augmenter le niveau amont de manière excessive et en déversant les écoulements sur le corps du barrage. Certains déversoirs de crue sont équipés de système de vannes permettant de contrôler le débit restitué ; les autres déversoirs, dits « à seuil libre », sont plus fiables en regard des ruptures ou des pannes mécaniques.
Le déversoir est l'un des principaux systèmes assurant la sécurité des ouvrages. Il existe plusieurs types de déversoirs parmi lesquels : le déversoir principal qui permet d'évacuer les crues les plus courantes, les déversoirs auxiliaires qui permettent d'évacuer les excédents de débit du déversoir principal, le déversoir d'urgence qui est défini pour évacuer les crues exceptionnelles (pouvant aller jusqu'à des crues d'occurrence très faible, avec des périodes de retour de plus de 10 000 ans pour certains ouvrages).
La conception d'un déversoir doit répondre à arbitrage entre : les dimensions du déversoir, la quantité d'eau stockée et la quantité d'eau évacuée. Plus cette dernière est grande, plus le déversoir doit être large ou profond. Le déversoir peut être exposé à des problèmes d'érosion, parfois liés à la cavitation ou à la turbulence, qui peuvent entraîner sa destruction.
La gestion de la crue est un arbitrage entre le débit envoyé en aval, et le risque de noyer l'amont de la retenue par la montée des eaux retenues. La réglementation française impose de ne pas aggraver le débit maximum (pic) de la crue.

### Bassins dissipateur d'énergie
Sert à dissiper l'énergie présente dans l'eau circulant dans le canal de décharge. Le bassin dissipateur d'énergie permet de prévenir l'érosion à l'aval.

## Vie des barrages

### Entretien et sûreté des barrages

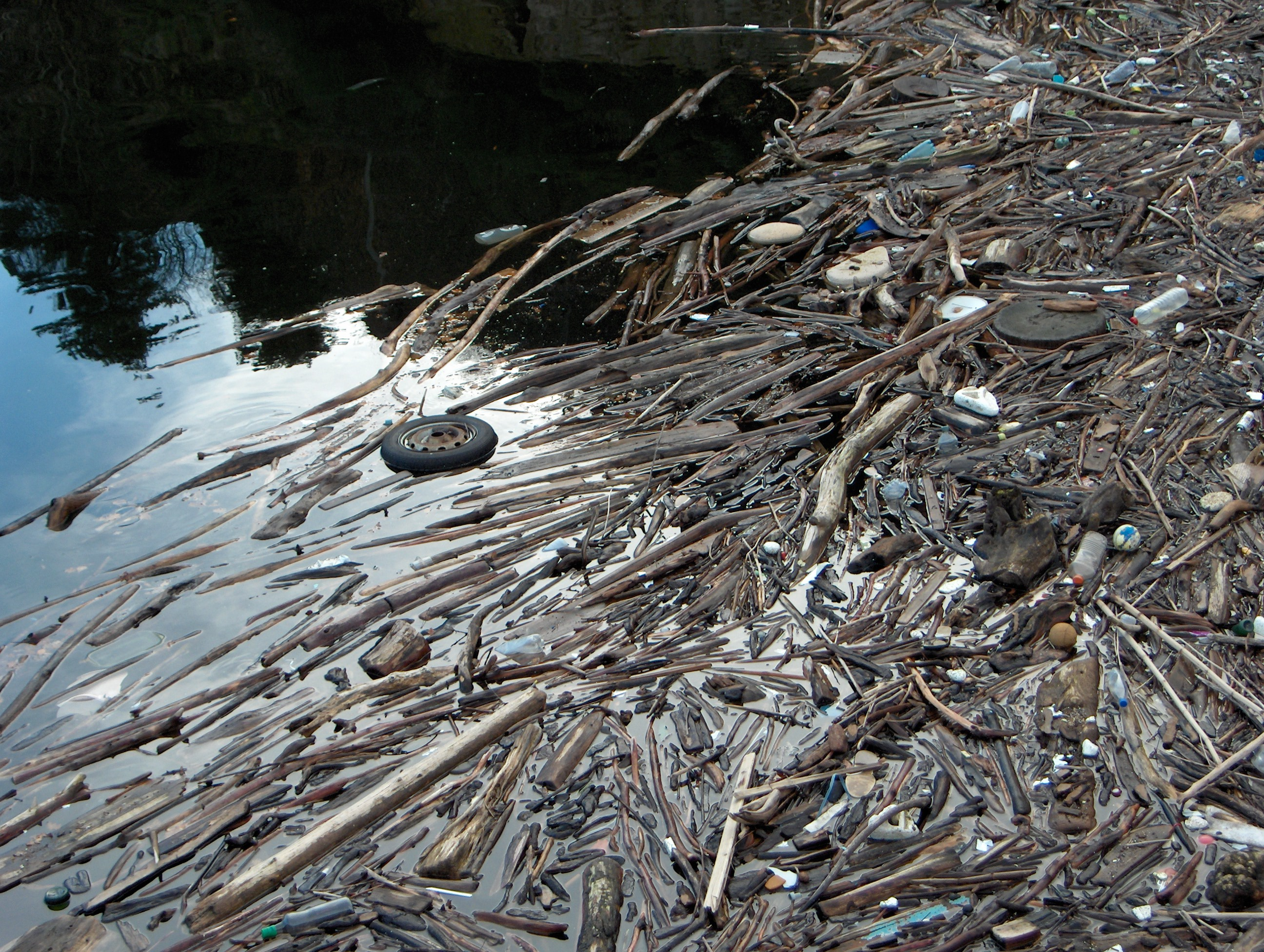
Accumulation de débris naturels et anthropiques contre le mur d'un barrage.

Un barrage n'est pas un simple mur plus ou moins solide. Il n'est pas inerte et fait l'objet de surveillance sismologique et technique sous plusieurs critères. L'ouvrage vit, travaille et se fatigue en fonction des efforts auxquels il est soumis.
Tout barrage peut être exposé à quatre types de risque, dont il convient d'évaluer, en fonction des circonstances locales, la fréquence et l'importance :
- les défauts de maintenance et de contrôle, eu égard notamment à l'obsolescence des matériaux ;
- les crues ;
- les accidents de terrain, mouvements ou glissements ;
- les séismes.

L'obsolescence des matériaux est principalement liée à la dégradation du béton, qui peut être sujet à deux maladies : l'alcali-réaction (dont souffre le barrage du Chambon, en France) et la réaction sulfatique interne (dont est victime le barrage de Bimont, en France).
Généralement, on estime qu'au cours du XXe siècle, 1 % des barrages à travers le monde se sont rompus.
Pour des raisons de maintenance des ouvrages, les barrages sont régulièrement inspectés. Chaque année, l'aspect extérieur du barrage est examiné, et périodiquement (tous les dix ans en France) la retenue d'eau peut être vidée afin de permettre l'accès à la fois à la partie inférieure de l'ouvrage et aux équipements (conduites d'eau, grilles, vannes, etc.). Cette vidange décennale est aujourd'hui de plus en plus remplacée par des inspections subaquatiques qui permettent de s'affranchir des contraintes environnementales et économiques imposées par une vidange.
Les ouvrages intéressant la sécurité publique sont également auscultés, par des capteurs permettant de mesurer leur comportement (mesures de déplacement, de débit de fuite…). De leur état dépend la sécurité des populations installées en aval.
Pour autant la probabilité de rupture est extrêmement faible : statistiquement, une rupture par an sur un parc mondial de 16 000 barrages, Chine exclue. En Europe, la probabilité est encore plus basse. En fait, le danger est le plus élevé au moment du premier remplissage, le risque étant cependant bien moindre pour les ouvrages en béton que pour ceux en remblai.
En France, les barrages sont classés en catégories, A, B, C selon leur taille et niveau de risque pour la population (la catégorie D a été supprimée en 2017). Les dispositions réglementaires relatives à la sécurité et à la sûreté des ouvrages hydrauliques sont notamment définies à l'article R214-112 (et suivants) du Code de l'environnement avec notamment un classement des digues et barrages et une clarification des mesures devant assurer leur contrôle, leur sécurité et leur maintenance.
Les barrages construits dans les Alpes, dans les années 1950 et 1960, au plus fort de l'âge d'or de la houille blanche, sont aujourd'hui dans une phase de vieillissement qui nécessite des frais de maintenance de plus en plus élevés. EDF estime que la plupart des ouvrages hydrauliques atteignent seulement la moitié de leur espérance de vie mais a annoncé un important programme d'investissements pour la maintenance et la réhabilitation. Selon le rapport de l'Office parlementaire d'évaluation des choix scientifiques et technologiques français du 9 juillet 2009, les principales inquiétudes résident moins dans les grands ouvrages que dans la multitude de petits barrages en France pour lesquels les niveaux d'entretien et de contrôle sont insuffisants.

### Risques de rupture

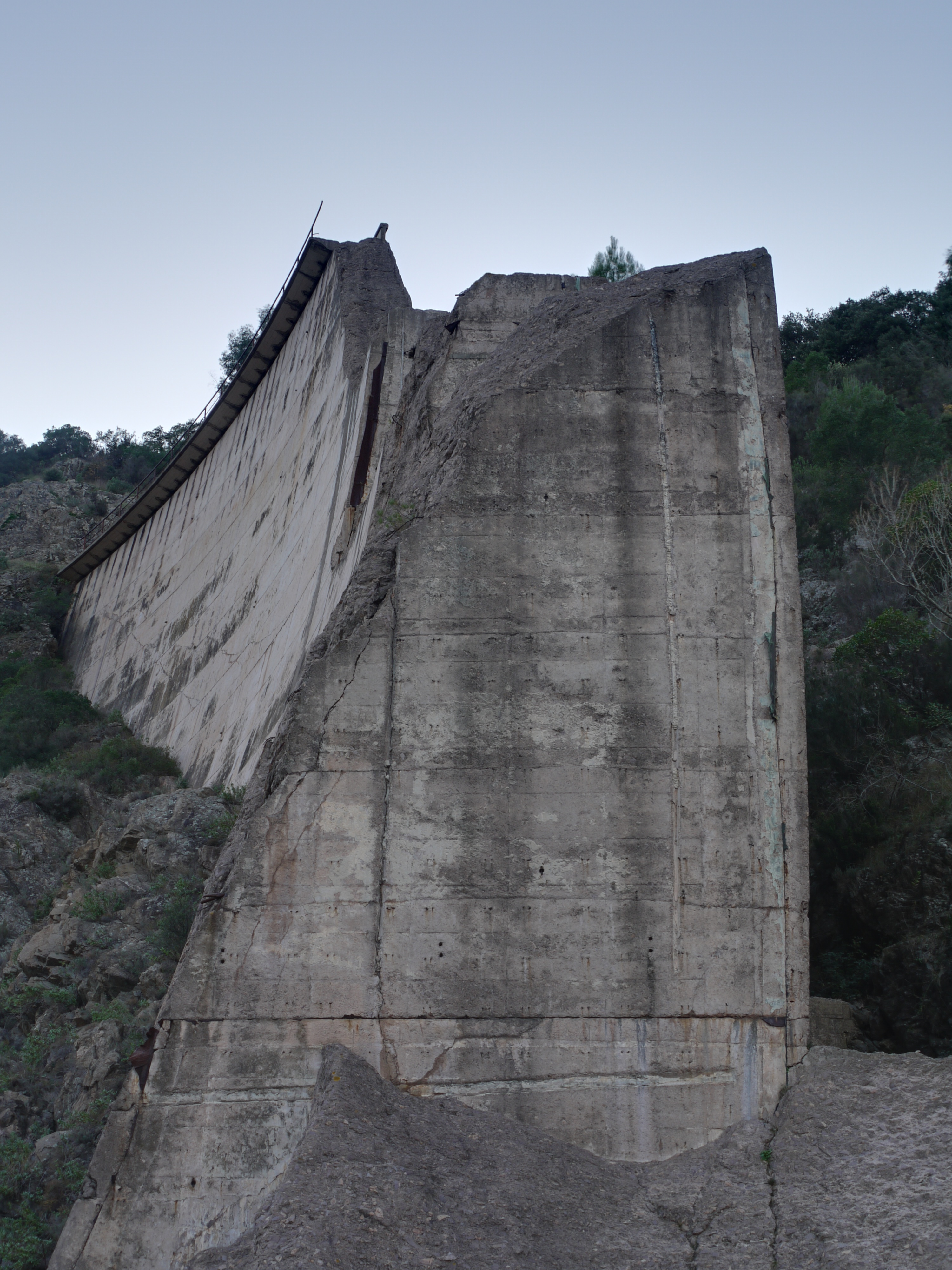
Ruines du barrage de Malpasset (Var), qui s'est rompu le 2 décembre 1959.

#### Catastrophes
Un défaut de conception ou d'entretien peut conduire à une catastrophe : si le barrage cède alors que la retenue d'eau est relativement importante, une onde de rupture peut déferler sur les populations en aval, plus ou moins canalisée par la topographie du thalweg dans lequel le barrage était implanté (voir l'article Catastrophe). En France, une telle catastrophe a eu lieu en 1959 près de Fréjus, au barrage de Malpasset.
Le film La Folie des hommes (2001) relate la catastrophe du barrage du Vajont, en Italie, le 9 octobre 1963. Le film montre les causes et l'enchaînement des évènements qui conduisirent à un glissement de terrain de 270 millions de mètres cubes dans les eaux du lac de retenue du barrage. La vague gigantesque qui s'ensuivit et qui passa sur le barrage sans le rompre fit 2 000 victimes.
La plus meurtrière des catastrophes provoquées par un barrage survint sur celui de Banqiao en Chine en 1975 : l'onde de rupture causa la mort de 26 000 personnes.

#### Séismes
Les séismes font partie des événements susceptibles de nuire à la stabilité des barrages, surtout dans les régions où le risque sismique est plus élevé. Historiquement, les ruptures causées par des séismes sont très peu nombreuses comparées à celles dues à des défauts de conception. Dans certains contextes géologiques, la mise en eau et la vidange rapide d'un barrage sont des phénomènes qui peuvent eux-mêmes être source de séismes induits.
En France, les grands barrages font l'objet d'une simulation informatique de comportement dans le cas du plus fort séisme historique connu dans la région (souvent estimé d'après des documents anciens, mais n'allant pas au-delà de 500 ans environ). Ainsi le séisme de référence dans les Pyrénées est celui du 21 juin 1660, de magnitude estimée autour de 6 et dont l'intensité a été de IX à Bagnères-de-Bigorre). Un tel séisme causerait aujourd'hui des dégâts importants dans les Hautes-Pyrénées, mais serait néanmoins supporté par tous les grands barrages[réf. nécessaire].
Les ruptures les plus fréquentes ont concerné des ouvrages en remblai de taille modérée, construits avec des matériaux sableux ou silteux, ou fondés sur des sols de cette nature ; il peut en effet se développer dans ce cas un phénomène appelé thixotropie, qui fait perdre toute résistance au sable ou au silt saturé.

#### Modélisations
Les progrès de l'informatique et de la modélisation mathématique, ainsi que l'étude de retours d'expérience) permettent des modélisations de plus en plus réalistes des risques de rupture (instantanée ou phasée) et de leurs effets (écoulement turbulent ou laminaire), à condition que le modèle soit alimenté par des données géologique et hydrologiques de qualité, de l'« onde de rupture » par exemple, sur la base des équations de Saint-Venant appliquées à des radiers ou canaux horizontaux ou inclinés,,.
Ces progrès de la modélisation permettent aussi de mieux prévoir les effets :
- de la démolition d'un barrage (modifications des modes d'écoulements)[38] ;
- d'une vidange brutale de barrage[39] ;
- de différents types de tsunamis[40] ;
- de l'introduction d'un débit constant dans un canal vide[41] ;
- d'écoulements incompressibles dans les circuits, canaux et rivières, et autour des structures dans l'environnement[42].

### Sécurité des barrages en Suisse
Les nombreux accidents survenus par le passé ont mené la Suisse à veiller à leur stricte sécurité de ces infrastructures. Des normes ont été établies concernant, par exemple, le poids des matériaux utilisés, la pression de l'eau, les variations de températures, les crues, le gel, l'accumulation des sédiments ainsi que d'éventuels séismes. Des théodolites calculateurs et des signaux de satellites permettent de mesurer au millimètre près les déplacements et déformations de la structure du barrage. « Les comptes rendus et relevés de mesures sont analysés et interprétés par les spécialistes et par l'Office fédéral de l'énergie. »
Une alarme permet à la population de se mettre à l'abri si la rupture du barrage est imminente.

### Contrôle des barrages en France
La sûreté de fonctionnement des barrages est de la responsabilité civile et pénale de ses exploitants. Néanmoins, compte tenu du risque et de l'ampleur des conséquences potentielles, le domaine est contrôlé par des services d'État. Les barrages situés dans les concessions hydroélectriques font partie du Domaine Public Hydroélectrique. Les DREAL (ex-DRIRE, division Énergie) sont chargés de la tutelle de ces ouvrages appartenant à l'État et confiés par concession à un aménageur / exploitant. Les MISE (Mission Inter Services sur l'Eau, au sein des DDEA) sont chargées des ouvrages réalisés et exploités sous le régime de l'autorisation (petite hydroélectricité, et ouvrages sans utilisation énergétique).
Après la catastrophe de Malpasset (2 décembre 1959), le Ministère des Travaux Publics a rédigé la circulaire no 70-15 du 14 août 1970, encadrant les missions des services de contrôles et les obligations des exploitants. Le ministère de l'Industrie a complété la circulaire 70-15 par une circulaire BMI (barrages de moyenne importance) le 23 mai 1995, applicable aux seuls ouvrages concédés. Parallèlement, a été créé le CTPB en 1963 (Comité technique permanent des barrages) devenu en 2007 le Comité technique permanent des barrages et des ouvrages hydrauliques (CTPBOH) réunissant les plus grands experts français, et depuis 1992 les plus grands barrages sont soumis à un PPI (plan particulier d'intervention) où sont analysés les risques (dont les séismes et les glissements de terrain de type barrage de Vajont).
Avec l'ouverture du marché de l'électricité et le changement de statut des principaux exploitants (EDF, CNR, SHEM) les circulaires devenaient inefficaces, et après réflexion commune, une réglementation nouvelle en 2007, reprenant en les accentuant les dispositions mises en place pour ausculter les barrages et analyser leur comportement.
Tous les barrages de plus de deux mètres de hauteur, hydroélectriques ou non, sont juridiquement classés selon deux de leurs caractéristiques géométriques :
- H hauteur de l'ouvrage, en mètres (plus grande hauteur mesurée verticalement entre le sommet de l'ouvrage et le terrain naturel à l'aplomb de ce sommet) ;
- H2 . V1/2, avec H hauteur de l'ouvrage en mètres et V volume exprimé en millions de mètres cubes retenu par le barrage à la cote de retenue normale ; ce paramètre conjugue le risque (hauteur) et les conséquences d'une rupture éventuelle (volume)[N 4].

Les trois classes sont :
- A : barrages avec H supérieure ou égale à 20 m et H2 × V1/2 supérieur ou égal à 1 500 ;
- B : barrages non classés en A avec H supérieure ou égale à 10 m et H2 × V1/2 supérieur ou égal à 200 ;
- C : barrages non classés en A ou en B, avec H supérieure ou égale à 5 m et H2 × V1/2 supérieur ou égal à 20, ou H supérieur à 2 m et V supérieur à 0,05 et il existe une ou plusieurs habitations à l'aval du barrage, jusqu'à une distance par rapport à celui-ci de 400 mètres.

Une quatrième classe, D, concernant les barrages non classés en A, en B ou en C et de hauteur supérieure à 2 m, existait entre le décret de 2007 et celui du 12 mai 2015.
Les barrages de classe A font l'objet tous les dix ans d'une étude de dangers (EDD), un examen technique complet, etc. (remplaçant l'ancienne visite décennale) et une revue de sûreté (RPS). Les barrages de classe B font l'objet d'une étude de dangers tous les dix ans.
Tous les barrages classés (A, B, C) doivent disposer :
- d'une consigne de crue ;
- d'une consigne d'auscultation et de surveillance (CSA) ;
- d'un dispositif d'auscultation adapté.

Ils font l'objet :
- d'un rapport annuel de l'exploitant, incluant tous les faits notables pour la sûreté ;
- d'une analyse biennale des mesures d'auscultation ;
- d'une déclaration systématique de tout événement significatif pour la sûreté hydraulique (EISH).

Les préfets peuvent durcir les conditions de surveillance des ouvrages, notamment en les surclassant.

### Démantèlement des barrages
Le démantèlement des barrages est motivé pour des considérations de sécurité, de coûts et, de plus en plus souvent, environnementales.

#### Cas des seuils et petits barrages
La moitié des seuils et petits barrages en France n'aurait pas (ou plus) d'usage industriel ni agricole connu. Le premier barrage hydroélectrique à avoir été démantelé est celui de Kernansquillec à Plounévez-Moëdec, dans les Côtes-d'Armor. « En 1996, la démolition du barrage hydro-électrique, une première en France sur une rivière à saumons, a permis au paysage englouti de refaire surface. » De même, parce que ne satisfaisant plus aux obligations de sécurité publique, le barrage du Piney (eau potable, maîtrise d'ouvrage communale) à Saint-Chamond a été mis en sécurité en 2000 par percement d'un pertuis au pied du barrage. Le démantèlement de petits barrage et seuils est de plus en plus souvent justifié pour des raisons d'économies de frais d'entretien et pour rétablir une libre circulation des poissons, alors que dans une partie des bassins versants le retour des castors permet de retrouver des barrages de castors, qui freinent le flux de l'eau, et améliore l'hétérogénéité les cours d'eau comme l'alimentation des nappes.

#### Cas des grands barrages
Le démantèlement des grands barrages est presque toujours justifié par la sécurité (atteinte de la limite de vie du barrage), même si cela permet ensuite, aux écosystèmes fluviaux de fonctionner de manière plus naturelle, en partie car souvent le cours d'eau a été aménagé en aval et en amont. L'investissement initial réalisé par le constructeur, justifié par une utilité publique (eau potable, irrigation et/ou électricité) avec un moyen généralement classé comme participant au développement durable, n'a généralement pas vocation à être abandonné ou détruit tant que le barrage se montre utile. Le financement de démantèlements pour des objectifs piscicoles (essentiellement de loisir) et la planification de moyens durables de remplacement de la production d'énergie ainsi perdue sont généralement inexistants,.

## Conséquences et impacts des barrages

### Impacts environnementaux

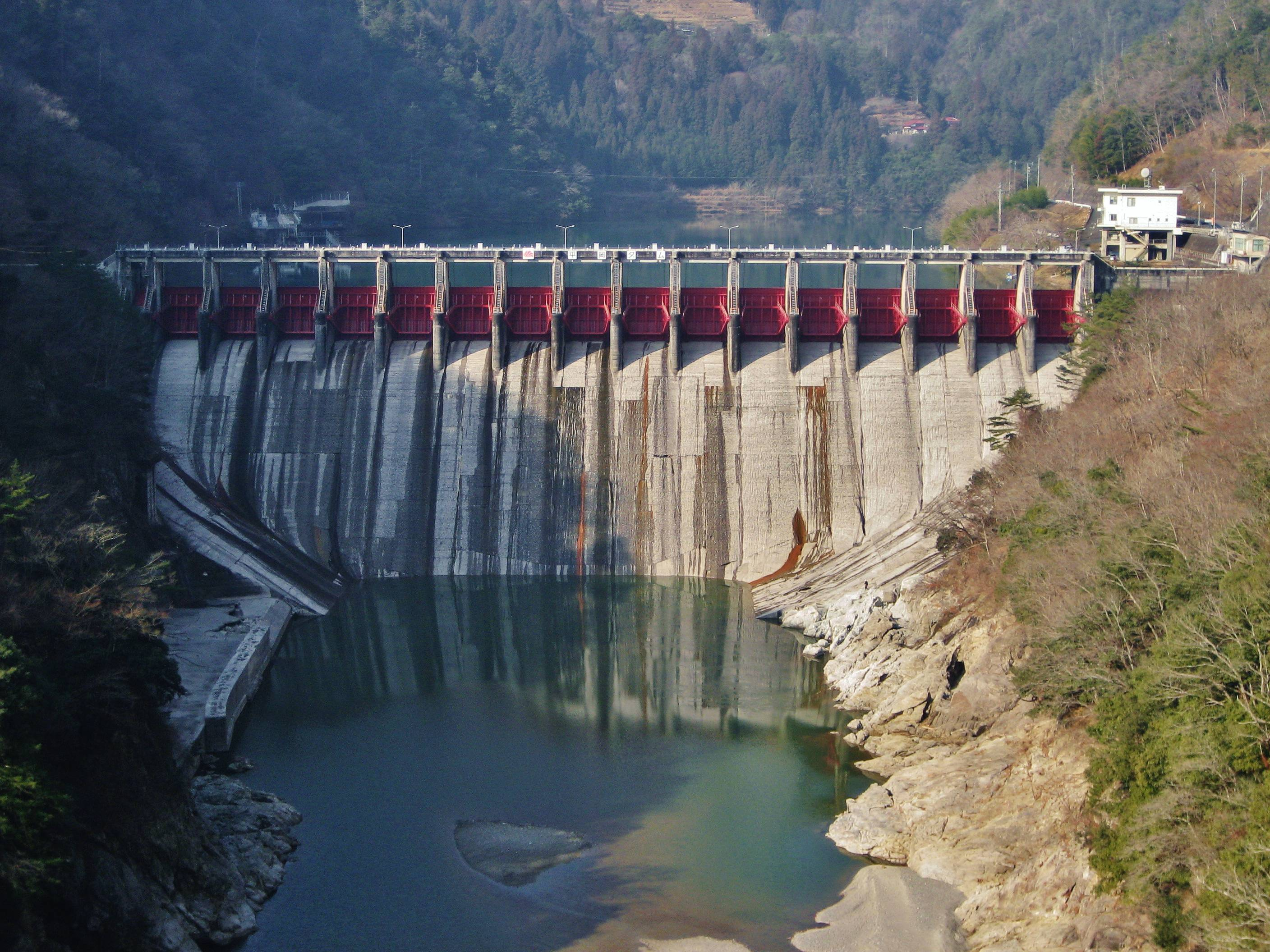
Les grands barrages sont de puissants facteurs de fragmentation écologique pour les poissons migrateurs.

#### Impacts négatifs
Un barrage est facteur de fragmentation écologique quand il freine ou bloque la migration d'espèces aquatiques. Certains pays obligent depuis quelques années les ouvrages neufs (en France, sur les rivières classées « migrateurs » depuis la Loi « Pêche » no 84-512 du 29 juin 1984) à inclure des échelles à poissons. Celles-ci restent rares sur les grands ouvrages anciens ou sur les rivières où la présence d'espèces migratrices n'est pas identifiée. Certains ouvrages sont équipés sans obligation, par la volonté de l'exploitant. Certaines échelles à poissons mal conçues ou mal construites peuvent se révéler peu efficaces. Le transport des poissons en camion est parfois l'alternative retenue, par exemple sur la Garonne entre Carbonne et Camon, où une suite de cinq barrages importants aurait nécessité des équipements onéreux, et un trajet restant éprouvant pour le migrateur. Les poissons sont donc « piégés » à une extrémité de la chaîne, identifiés et transportés par camion-citerne à l'autre extrémité.
Si la gestion du barrage n'est pas adéquate, il peut bouleverser le débit naturel et saisonnier du cours d'eau, affecter le niveau des nappes et le transfert des matières en suspension et sédiments. Il peut avoir des effets différés sur les écosystèmes d'une vaste zone en raison de l'inondation de la zone amont, et de la forte modification du régime d'écoulement des eaux de la zone aval, ainsi que de la modification de la qualité des eaux provoquée par la retenue. Le fleuve recueille en aval des eaux ayant dans certains cas servi à l’irrigation des villes et industries, polluées. De nombreuses maladies, provoquées ou favorisées par la pollution de l’eau, ont par exemple fait leur apparition en Égypte.
Un barrage peut générer une modification des structures écologiques et faciliter des « invasions biologiques ». Un écosystème sub-naturel et plus ou moins équilibré se reconstitue dans ces zones plus ou moins rapidement (en l'espace d'environ 30 ans, un écosystème serait recréé à 99 %[réf. nécessaire], notamment en aval dans les anciennes zones asséchées. Néanmoins, cet écosystème n'est jamais identique à celui d'origine : la disparition des courants en amont, et la très forte diminution du débit en aval, ainsi que la disparition ou le lissage des débits saisonniers provoque généralement la disparition de certaines espèces autochtones. De plus, une étude publiée en septembre 2008 a confirmé aux États-Unis que dans les bassins versants, les milieux artificiels, que sont les lacs de retenues, étaient beaucoup plus propices au développement d’espèces aquatiques dites « invasives » que les lacs naturels. Cette étude a cherché à corréler dans la région des grands lacs l’importance des invasions biologiques avec la physico-chimie de la masse d’eau, l’intensité et la nature des activités nautiques avec la distribution géographique de cinq espèces non indigènes. L’étude a montré que le risque d’invasion biologique est (pour la région des grands lacs) de 2,4 à 3 fois plus élevé dans les lacs de retenue que dans les lacs naturels (vers 2005/2008). Ce risque a augmenté avec le temps, et la menace augmente pour les lacs naturels car l’augmentation du nombre de retenues touchées a presque partout diminué la distance entre eaux « contaminées » et eaux naturelles. C’est dans ce cas l’homme qui joue le rôle principal de colporteur et en particulier selon Pieter TJ Johnson l'un des auteurs de l'étude, les activités de pêche et de nautisme qui favorisent la dissémination de nombreux organismes, dont la moule zébrée (accrochée sous les bateaux), les myriophylles invasifs accrochés aux remorques porte-bateaux, les éperlans arc-en-ciel et une écrevisse invasive qui a été utilisée comme appât (aujourd’hui interdit).
Alors que l’hydroélectricité est traditionnellement considérée comme une énergie propre, les retenues de barrages peuvent émettre des gaz à effet de serre par la déforestation, la submersion de la végétation dans le réservoir ou l'activité bactériologique dans le réservoir et dans la zone périodiquement exondée qui relâchent d'importantes quantités de dioxyde de carbone et/ou de méthane,.
En Égypte, un nouveau risque est apparu à la suite du remplissage du lac Nasser : le risque sismique. Le haut barrage peut résister à une magnitude de 7 sur l'échelle de Richter, mais la ville d'Assouan n’est pas protégée pour des séismes de magnitude supérieure à 5. Le 14 novembre 1981, un tremblement de terre de magnitude 5,4 a secoué la région. À partir de mesures de sismicité et de résistivité électrique du sous-sol, Kebeasy a pu montrer que cette imposante masse d’eau retenue par le lac artificiel est bien responsable d’un regain d’activité sismique.

#### Impacts positifs
Un lac de barrage peut être un lieu d'accueil d'oiseaux migrateurs, un lieu de reproduction de certaines espèces aquatiques,
Un lac de barrage peut améliorer les conditions d'écoulement en étiage. De plus en plus, les barrages hydroélectriques participent à un soutien d'étiage, permettant une vie estivale de rivières par ailleurs affectées par de nombreux prélèvements (autorisés ou non), d'améliorer le refroidissement des eaux, et la dilution des pollutions en aval. En France, depuis la même Loi Pêche de 1984, tous les obstacles sur les rivières françaises doivent obligatoirement laisser dans le cours d'eau 1/40 du module (moyenne de débit), et 1/10 pour tous les ouvrages neufs ou dont le titre est renouvelé. Afin de mettre fin à cette situation inégalitaire (posant de nombreux problèmes de variation des débits sur un même cours d'eau), la nouvelle loi sur l'eau et les milieux aquatiques a fixé au 1er janvier 2014 la date limite de délivrance de 1/10 pour tous les ouvrages. Cette LEMA introduit cependant l'exception des barrages de haute chute, assurant le soutien du réseau électrique, auxquels le débit réservé pourra être limité à 1/20 (une liste devant être fixée par décret). De même, sur justification par une étude adaptée, le débit pourra être modulé sur l'année (régime réservé).
Un lac de barrage peut être une source de production d'énergie renouvelable, lorsqu'il s'agit d'un barrage hydroélectrique.
Par exemple, dans le cas de la Chine et du barrage des Trois-Gorges, devenu la plus grande centrale hydroélectrique du monde par sa production annuelle de 84,7 milliards de kilowatts-heures, on a constaté une amélioration de la qualité de l'air dans la région, grâce à l'économie de 50 millions de tonnes de charbon chaque année.
La conception d’un barrage, comme le haut barrage d'Assouan, permet de gérer ainsi que de rationaliser l’utilisation de la crue du fleuve. Sans cette innovation technologique, dans l’exemple du cas d’Assouan, les périodes de sécheresses et de crues exceptionnelles n’auraient cessé de conditionner la population égyptienne en forte augmentation ; celle-ci doublant tous les 20 ans : 20 millions en 1950, à 40 millions en 1970 ; en continuant ainsi, elle aurait pu atteindre les 80 millions d’Égyptiens en 1990, alors que ce chiffre n’est atteint qu’en 2012. En effet, la réserve d’eau du lac Nasser (157 milliards de mètres cubes), créée grâce à la construction du haut barrage d’Assouan, permit la bonification de plusieurs centaines de milliers d’hectares de terres désertiques. Le fonctionnement, rendu possible tout au long de l’année, du système d’irrigation a permis un accroissement de la production agricole. Le nombre de récoltes a doublé, même triplé grâce à la gestion des crues, ainsi qu’à la modernisation de l’irrigation et du drainage. La superficie cultivée s’est vue multipliée par deux entre 1970 (avant la création du lac Nasser) et le début des années 2000.
Les barrages d'irrigation ou d'eau potable sont aussi construits pour apporter des bienfaits pour l'agriculture et l'alimentation en eau. Ces impacts doivent donc être pesés au même titre que les inconvénients portés au milieu aquatique ou à la pêche de loisir.

### Impacts économiques
La construction d'un barrage a généralement de nombreux impacts économiques. Le barrage Hoover, situé sur le fleuve Colorado aux États-Unis, permit par exemple un développement considérable du Sud-Ouest américain, grâce à la production hydroélectrique et l'irrigation des terres. Ainsi, des villes comme Los Angeles ou Las Vegas n'auraient probablement jamais connu une telle importance sans l'apport en eau permis par le barrage.
L'érection du barrage des Trois-Gorges a eu de nombreux impacts positifs sur l'économie de la Chine. D'abord, la production d'électricité qu'elle a engendrée profite grandement à ce pays en plein développement économique. Ensuite, la gestion nouvelle de l'eau entraînée par sa construction a eu deux grands effets positifs. D'une part, ce qui était l’un des enjeux principaux du projet, les transferts entre le Sud de la Chine, région des moussons riche en eau, et le Nord clairement défavorisé en matière hydrographique, permet un développement économique et social durable de ces régions du Nord. D'autre part, la gestion des crues, qui ont autrefois été meurtrières à plusieurs reprises, permet un meilleur développement des régions traversées par le fleuve Bleu, sur lequel est construit le barrage. Enfin, la navigation des bateaux de plus de 10 000 tonnes s'en est trouvée permise sur le fleuve Bleu, favorisant le commerce, le désenclavement économique de certaines métropoles chinoises, et l’essor du Nord.
Par ailleurs, en Égypte, le barrage d'Assouan, d’une capacité électrique de 2 100 MW, est également un grand contributeur à l’économie égyptienne. Cependant, en agriculture, malgré la maîtrise de l’approvisionnement en eau en toutes saisons, dix ans après l’achèvement du barrage, les résultats étaient négatifs : une production agricole insuffisante, une baisse de la fertilité des sols, ainsi que des déséquilibres économiques et sociaux (car la croissance de la population dépasse celle de la production). De plus, l’autonomie alimentaire n’est pas atteinte car, par exemple en 2002, l’Égypte ne produisait plus que 25 % du blé qu’elle consommait alors qu’elle en produisait encore 65 % en 1960.
Dans certains cas, les barrages font partie d'un plan d'intégration économique plus large : il en est ainsi pour les barrages de Jirau et de Santo Antônio, sur le fleuve Madeira dans l'État de Rondonia au Brésil. En effet, le plan initial de la construction des barrages en impliquait un autre : un immense programme de développement pour l'Amérique du Sud appelé IIRSA (Initiative for the integration of the regional Infrastructure of South America).
Cependant, ce plan d'intégration régional est massivement controversée par de nombreuses organisations non-gouvernementales.

### Impacts socio-culturels
Si de nombreux barrages impliquent des déplacements de population, ce ne fut pas le cas du barrage Hoover, construit dans une zone particulièrement aride de l'Ouest américain. Cependant, celui-ci eut tout de même d'importantes répercussions sur le mode de vie des Indiens Navajos vivant à proximité. En effet, l'économie Navajo, à cette période basée sur l'élevage de moutons et de chèvres, fut menacée lorsque le gouvernement la considéra responsable d'un accroissement de l'apport de limon dans le réservoir du barrage lié à l'érosion des terres causée par l'élevage. Ainsi, le rachat massif des cheptels par le gouvernement eut d'importantes conséquences sur la structure socio-culturelle des Indiens, modifiant leur mode de vie.
De déplacements de populations, il en est en revanche question dans le cas du barrage des Trois-Gorges. En effet, la construction du barrage a impliqué l'ennoiement de treize villes et 1 500 villages, provoquant de ce fait le déplacement de plus de 1,2 million de personnes. Si l’un des objectifs déclarés par les autorités chinoises était l’amélioration des conditions de vie de ces gens vivant de la petite agriculture et leur emménagement dans des logements flambant neufs, force est de constater que l'entreprise fut un échec,.
Mais l'ennoiement ne concerne pas que les villes et villages : de nombreux sites archéologiques ont aussi été engloutis à la suite de la construction du barrage. Dans l’ensemble, c’est près de 230 sites historiques majeurs de la civilisation chinoise qui ont été détruits ou déplacés à cause de la montée des eaux.
Le même scénario se produisit en Égypte, lors de la construction du barrage d'Assouan, un appel a été lancé par l’UNESCO : d’ici la fin de la construction, la vallée du Nil sera transformée en un immense lac et les temples de Nubie sont menacés d’être submergés par les eaux. Cet appel à la solidarité se traduisit en une prise de conscience universelle et une mobilisation mondiale : en trois ans, les deux temples d’Abou Simbel furent déplacés. D’un point de vue archéologique, un désastre culturel intégral fut évité. Cependant, une grande partie des habitants de la Nubie furent obligés de quitter leurs terres, déracinés, ils furent relocalisés dans des cités nouvelles à Kôm Ombo en Haute-Égypte et à Khashm El Girba en Éthiopie. Par ailleurs, la population, qui est venue depuis la basse vallée s’installer sur les rives, est maintenant menacée par les inondations autour du lac Nasser. En effet, si le niveau du fleuve ne varie plus que de quelques dizaines de centimètres à Assouan à l’aval du barrage, à l’amont, en revanche, c’est le lac Nasser qui est sujet à des inondations. Malgré son énorme volume, ce lac ne peut absorber les crues les plus fortes du Nil ; en 1998 eut lieu l’inondation la plus grave depuis la construction du barrage, d’un point de vue de destruction de biens et du nombre de victimes. Une autre conséquence négative du haut barrage est liée aux déplacements éoliens de sable qui affectent les populations nubiennes transférées de la vallée amont vers Gharb Assouan, en rive gauche, exposée au risque d’ensablement. Cet aléa était connu avant la construction mais a été négligé.
Une autre conséquence, contraire aux précédentes, est l'arrivée de nouvelles populations : en effet, la construction d'un barrage nécessite de la main d'œuvre en grande quantité. Dans le cas de nombreux barrages, cette main d'œuvre n'est pas disponible sur place et doit être engagée ailleurs. C'est ainsi que des milliers de travailleurs vinrent habiter à proximité des barrages de Jirau et de Santo Antonio au Brésil. Une fois la construction du barrage achevée, cette importante masse de personne constitue un problème social complexe, car il n'y a souvent pas assez d'emplois dans la zone concernée.